# Cali
Pour l’article ayant un titre homophone, voir Kali.
Pour les articles homonymes, voir Cali (homonymie) et Santiago (homonymie).
Cali, officiellement Santiago de Cali (prononciation espagnole : [sanˈtjaɣo ðe ˈkali]), est une ville située dans l'ouest de la Colombie. C'est la capitale du département de Valle del Cauca. Avec ses 2 500 000 habitants, Cali se place au troisième rang des villes les plus peuplées de Colombie.
Elle a été fondée le 25 juillet 1536 par le conquistador espagnol Sebastián de Belalcázar. Elle est considérée comme la métropole économique et culturelle du sud-ouest colombien. La ville concentre néanmoins une forte pauvreté, des indices d’homicides élevés et une pluralité de groupes armés illégaux. Cali est en 2019 la 26e ville la plus dangereuse au monde.
Cali est le principal centre sportif de Colombie, étant la seule ville du pays à avoir accueilli les Jeux panaméricains (édition de 1971). D'autres grands évènements sportifs s'y sont déroulés tels que les Jeux mondiaux de 2013, les Championnats du monde de cyclisme sur piste 2014, ou l'édition 2015 des Championnats du monde d'athlétisme jeunesse.

## Toponymie
Cali est la forme raccourcie du nom officiel de la ville : Santiago de Cali. Le mot Santiago fait allusion à l'apôtre Jacques de Zébédée, dont la fête est célébrée le 25 juillet. L'origine du mot Cali vient de la culture des Chibchas. D'autres tribus croyaient que le mot Cali était issu de la famille de langues quechua. Cette théorie provenait du fait de l'existence d'une ville nommée Calicali, près de Quito (Équateur).

## Géographie
Cali se situe dans le sud-ouest de la Colombie, dans la large vallée du Río Cauca, une rivière donnant son nom au département et coulant entre la cordillère Occidentale et la  cordillère Centrale (deux des trois cordillères de la Colombie, naissant de la partition de la cordillère des Andes au nord du continent). Même si la ville est quasi complètement dans les plaines de la vallée, à une altitude moyenne de 1 000 mètres, il en existe une petite partie au contact de la façade Est de la cordillère Occidentale.
La ville est située à 300 km à vol d'oiseau (484 km par la route) au sud-ouest de Bogota, capitale du pays, à 330 km à vol d'oiseau au sud de Medellin et à 75 km (115 km par la route) de Buenaventura, la ville portuaire et débouché sur le Pacifique.

## Histoire
Cali est l'une des plus anciennes villes de Colombie ainsi que du continent américain. Elle fut fondée le 25 juillet 1536 par le conquistador espagnol Sebastián de Belalcázar. Son nom officiel, Santiago de Cali, fut établi en fonction du saint du jour : saint Jacques (Santiago en espagnol) ainsi que d'une possible abréviation du nom de la tribu indienne de la région, les Calimas. Sa fondation a eu lieu seulement trois ans après celle de Carthagène des Indes (1533) par Pedro de Heredia et deux ans avant celle de Santa Fe de Bogotá — actuellement Bogota — (1538) par Gonzalo Jiménez de Quesada.

### Époque précolombienne
La zone où se situe actuellement le département de Valle del Cauca et Cali attira divers peuples, dont la tribu des Calimas. Les Amérindiens vivant dans la région andine appartenaient à la famille caribéenne. Ils vivaient aux emplacements des actuelles municipalités de Roldanillo et de Cali. Le plus important peuplement se trouvait sur les rives du río Pescador, près des villes dénommées aujourd'hui Zarzal et Bugalagrande. Le peuple des Quimbayas occupait le nord du département de Valle del Cauca et de la future région colombienne productrice de café, Eje Cafetero.
Cali et, en général, la région andine de la côte Pacifique du département de Valle del Cauca constituent une zone d'un grand intérêt archéologique concernant l'époque précolombienne. Beaucoup de peuples amérindiens de cette région étant directement liés à la famille caribéenne, la probabilité d'anciennes incursions culturelles méso-américaines peut donc être envisagée.

### Conquête espagnole
Les conquêtes réalisées au Pérou encouragèrent les Espagnols, en quête de l'Eldorado, à poursuivre leur route vers le territoire de l'actuelle Colombie. Si la domination des tribus de langue quechua ne s'avéra pas trop ardue, celle des Amérindiens de ce même territoire fut plus difficile compte tenu de leur organisation politique en confédération. Dans leur avancée vers l'actuel département de Valle del Cauca, les Espagnols traversèrent la région où vivaient les Timbas. Ces derniers s'enfuirent, abandonnant leurs biens, butin facile pour les conquérants.
Poursuivant leur voyage vers le nord, les conquistadors parvinrent dans la région du cacique de Jamundí dont le peuple vivait entre les ríos Pance et Jamundí. Les Jamundiés, malgré leur courageuse résistance, furent mis en déroute. Restait le dernier maillon important de la région, constitué par le cacique Petecuy et son peuple vivant entre le río Lili et la cordillère Occidentale des Andes colombiennes. Le cacique et son peuple firent face aux envahisseurs avec une grande armée formée d'une confédération de tribus. La bataille finale et la victoire des conquistadors eurent lieu le mardi saint de l'année 1536.
Un métissage important s'ensuivit d'unions entre Espagnols et Amérindiennes, ainsi qu'avec les esclaves. Le fondateur de Cali, Sebastián de Belalcázar, donna lui-même l'exemple à ses hommes.
De Cali partirent de nouvelles expéditions vers le nord du río Cauca permettant la conquête de régions septentrionales des Andes de l'Amérique du Sud.

### Fondation de Cali

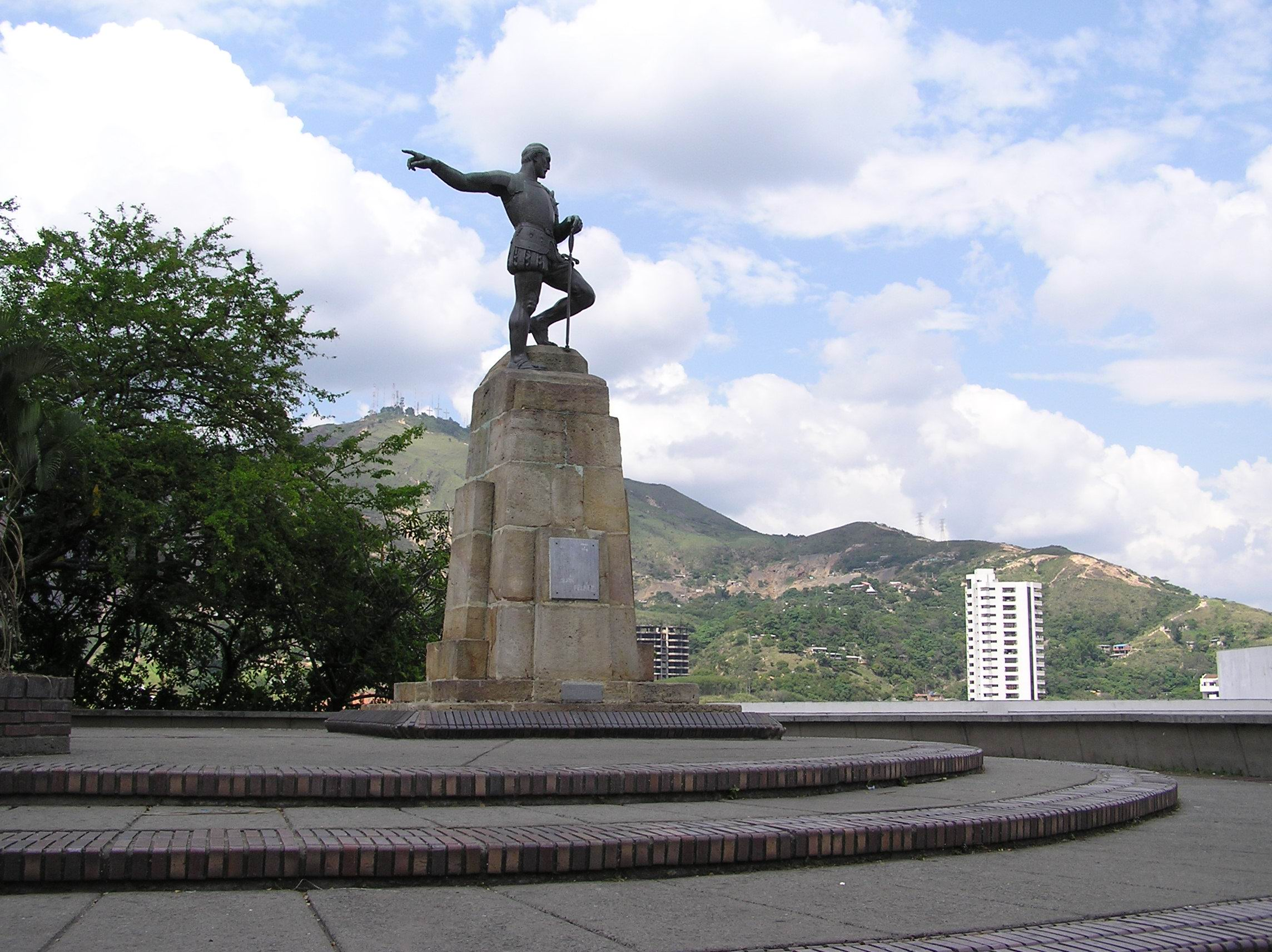
Statue de Sebastián de Belalcázar.

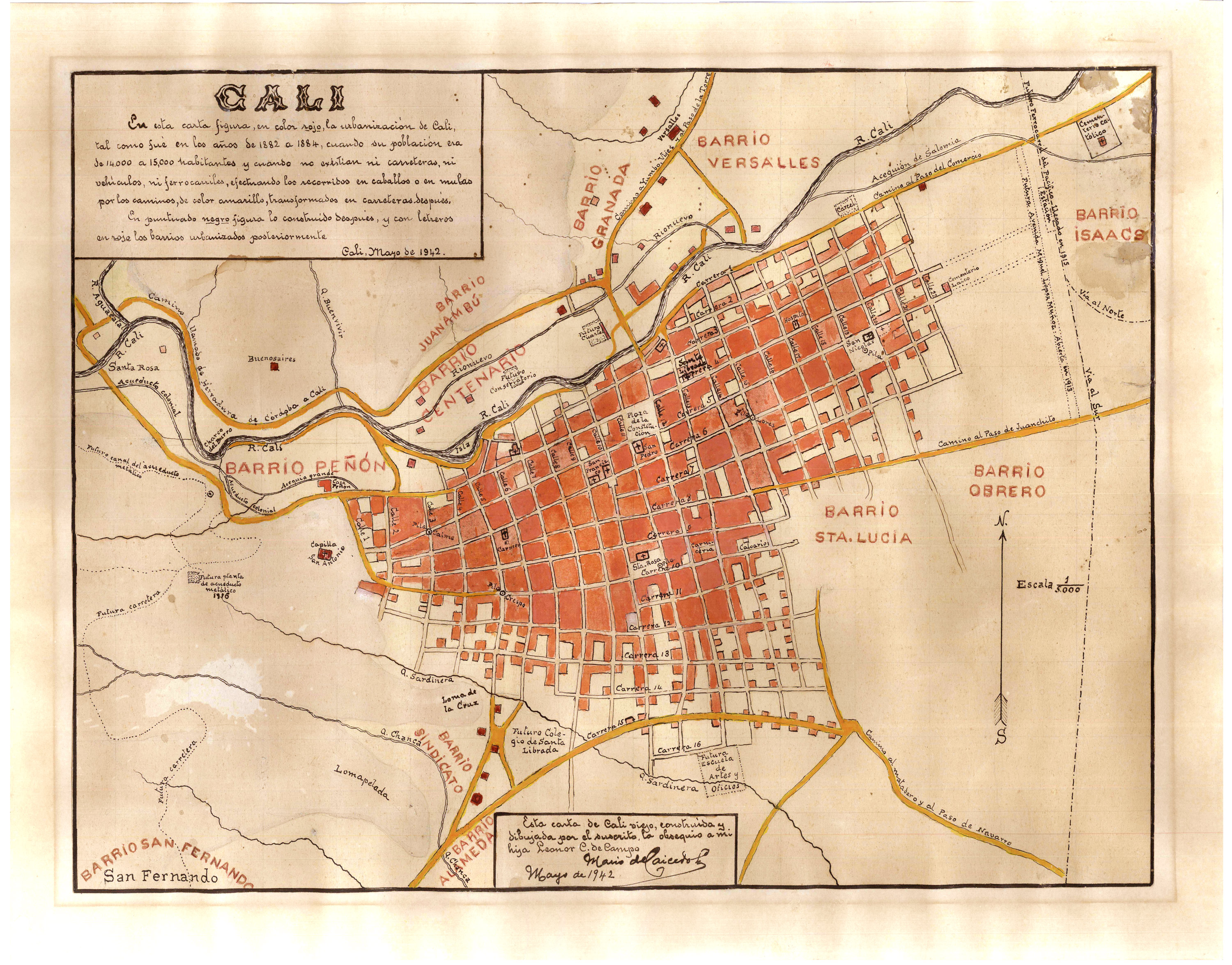
Carte de Cali en 1883.

Le fondateur de Cali, Sebastián de Belalcázar, vint en Amérique en 1498, accompagnant Christophe Colomb durant son troisième voyage. Le 25 juillet 1536, Sebastián de Belalcázar fonda Santiago de Cali, initialement située au nord de sa position définitive. Puis le conquistador décida d'un nouvel emplacement pour la ville, soit le site actuel de Cali, et le chapelain, Frère Santos de Anasco, célébra une messe sur le lieu où est érigée, de nos jours, l'église de La Merced.
Pendant l'époque coloniale, Cali entra dans le gouvernorat de Popayán et bien qu'elle fût, à l'origine, la capitale de ce gouvernorat, ce titre fut attribué, en 1540, par Sebastián de Belalcázar à Popayán en raison de la douceur de son climat. Le gouvernorat de Popayán fit partie, en 1563, de la Real Audiencia de Quito, ancienne division administrative de l'empire espagnol.
Jusqu'au XVIIIe siècle, des haciendas se répartissaient sur le territoire de Cali, qui n'était alors qu'une petite ville près du río Cali. En 1793, Cali comptait seulement 6 548 habitants dont 1 106 étaient des esclaves. Les haciendas appartenaient aux Espagnols, leurs terres étant destinées à l'élevage et aux plantations de canne à sucre. Plusieurs de ces domaines donnèrent leur nom aux quartiers actuels.
Cali occupait alors une position stratégique pour le commerce. Sa situation géographique devint importante pour la circulation entre les régions minières des départements d'Antioquia, de Chocó et de la ville de Popayán. Pendant la période coloniale fut tracée la première route entre Buenaventura et Cali.

### Indépendance

#### Les villes confédérées de Valle del Cauca

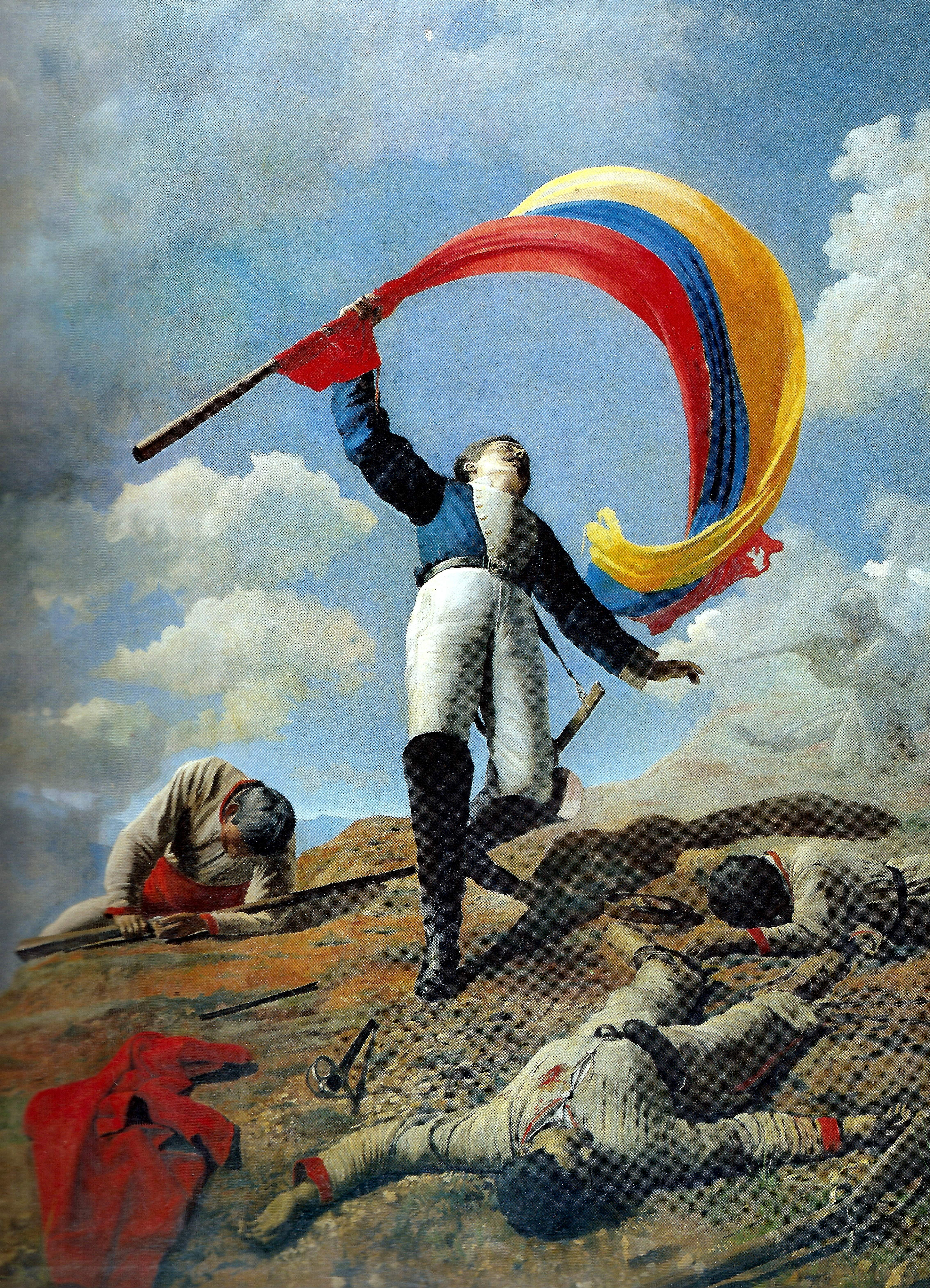
La Mort d'Atanasio Girardot (peinture de Cristóbal Rojas, 1883).

Le 3 juillet 1810, Santiago de Cali proclama son indépendance. Ce soulèvement se produisit dix-sept jours avant le « Cri de l'Indépendance » (en espagnol : Grito de Independencia) qui eut lieu à Santa Fe de Bogotá. Aussitôt, les indépendantistes sollicitèrent des appuis pour leur cause et, selon les traditions ancestrales des peuples amérindiens, formèrent les « villes amies de Valle del Cauca », réunissant Cali, Cartago, Toro, Buga (officiellement Guadalajara de Buga), Caloto et Anserma, ville de l'actuel département de Caldas, créé en 1905.
Le gouverneur de Popayán, Miguel Tacón y Rosique (es), leva une armée pour contrôler les soulèvements. Les patriotes de Cali firent appel au Conseil suprême de Bogotá (en espagnol : Junta Suprema de Bogotá), créé le 20 juillet 1810, qui envoya un contingent, commandé par le colonel Antonio Baraya, afin de soutenir la cause indépendantiste.
Le 28 mars 1811, lors de la bataille du Bajo Palacé, l'armée d'Antonio Baraya, avec l'aide d'Atanasio Girardot, mit en déroute les troupes royalistes. Le roi Ferdinand VII fit organiser une grande armée, sous le commandement du Pacificador Pablo Morillo, pour restaurer le pouvoir de la couronne espagnole.

### Simón Bolívar et le Passage des Andes - La Grande Colombie

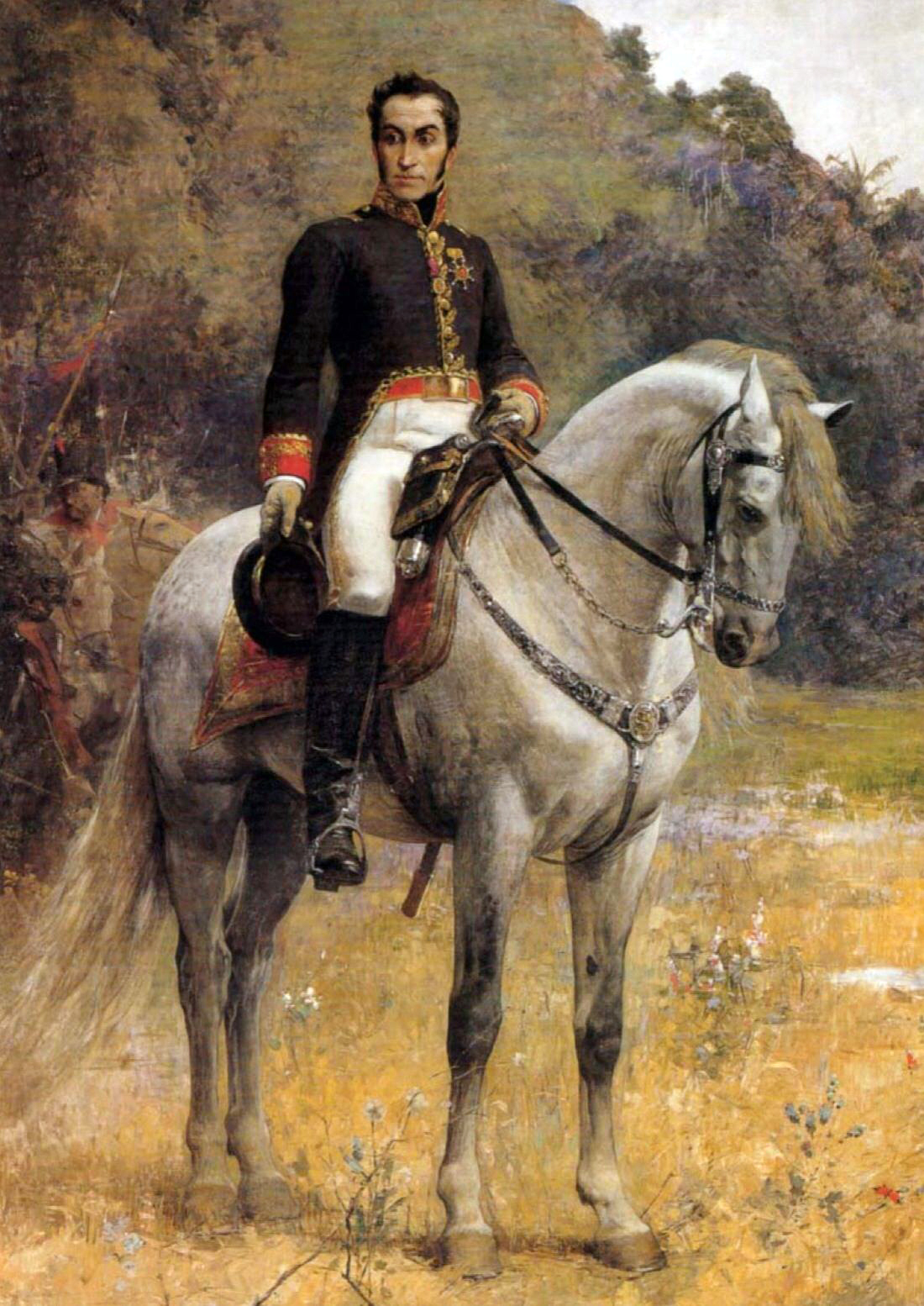
Simón Bolívar à cheval (peinture d'Arturo Michelena).

En 1819, le Libertador Simón Bolívar réalisa l'un de ses exploits les plus célèbres : le Passage des Andes. Lors de la bataille du Pantano de Vargas qui s'ensuivit, les troupes royalistes prirent la fuite. Un affrontement décisif eut lieu avec la bataille de Boyacá qui s'acheva par une grande victoire pour Simón Bolívar et l'armée révolutionnaire. De nouveaux soulèvements se succédèrent dans le Valle del Cauca et les créoles prirent définitivement le contrôle de la région. En 1822, le Libertador vint à Cali et fit de la ville un important centre d'opérations.
Simón Bolívar guerroyant, Francisco de Paula Santander prit le gouvernement de la Grande Colombie (nom donné à la République de Colombie de 1821 à 1831) dont Simón Bolívar et Francisco de Paula Santander étaient respectivement président et vice-président.
Après un deuxième voyage au Pérou, le Libertador revint, en 1829, à Cali où il fut accueilli par de grandes manifestations de joie.

### République de Nouvelle-Grenade
Au XIXe siècle, le développement de Cali fut retardé par l'état de guerre permanent ; Cali et le Valle del Cauca intervinrent dans la plupart des conflits. La Grande Colombie ayant été dissoute en 1831, la République de Nouvelle-Grenade (ancienne république formée par la Colombie, le Panama et la Côte des Mosquitos), dont Francisco de Paula Santander fut nommé président en 1832, donnait par sa Constitution leur autonomie aux provinces. Popayán, le Valle del Cauca et Chocó furent intégrés dans la République de Nouvelle-Grenade. Cali se vit rattachée à la province de Buenaventura.
Le successeur de Francisco de Paula Santander, José Ignacio de Márquez, dut faire face à des rébellions suscitées par José María Obando. Ce dernier incita les esclaves à la révolte dans le sud de Valle del Cauca, en 1841. Il forma une armée de guérilleros qui prit Cali et sema la terreur dans les territoires entre Cali et Popayán. En 1843, le général Eusebio Borrero eut pour tâche de contrôler les insurgés mais il échoua. Pedro Alcántara Herrán, le successeur de José Ignacio de Márquez, réussit à faire cesser les hostilités dans la région.

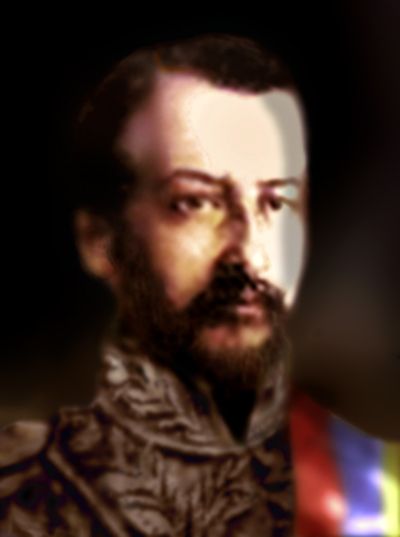
José Hilario López.

Le premier mandat présidentiel, lors de la nouvelle constitution de 1845, du général Tomás Cipriano de Mosquera (qui fut président de la Colombie à quatre reprises) apporta la prospérité au pays. Pendant ce temps, Cali donna une impulsion à l'éducation avec des professeurs formés en Europe.
Les échos de la Révolution française de 1848 retentirent dans le pays. À Cali, de nombreux commerçants et propriétaires fonciers adhérèrent au Parti conservateur tandis que les classes moins favorisées se tournèrent vers le Parti libéral. En 1848, le canton de Cali fut divisé en secteurs paroissiaux : Cali, Caicedo, Jamundí, El Salado, Yumbo, Yotoco et Vijes.
En 1849, José Hilario López succéda à Tomás Cipriano de Mosquera. Il obtint l'abolition de l'esclavage. Mais, profitant d'un certain laxisme, des groupes de bandits se formèrent dans la région de Valle del Cauca engendrant le chaos et l'instabilité politique. Cette situation rendit impossible la reprise de l'activité économique.
En 1850, la construction d'une route entre Cali et Buenaventura fut mise en œuvre ce qui permit de sortir Cali de son isolement. En 1855, Manuel María Mallarino remplaça José María Obando, destitué par le Sénat. Le Valle del Cauca connut alors une période de calme relatif et l'économie prit un nouvel essor grâce à l'augmentation des exportations de tabac, de quinine, d'or et de café.

### Confédération grenadine
Lors de la Constitution de la Colombie de 1858, le pays fut renommé en Confédération grenadine. Mais plusieurs États n'acceptèrent pas l'intervention du gouvernement central dans leurs domaines de compétences. Ainsi se rebellèrent les États du Cauca, de Bolívar et de Magdalena. La guerre civile colombienne (1860-1862) vit s'affronter militairement les partis conservateur et libéral. La guerre civile causa d'importantes pertes économiques à Cali.
En 1861, le général Tomás Cipriano de Mosquera déclara la guerre au gouvernement de la Confédération grenadine. Cette dernière fut remplacée en 1863 par les États-Unis de Colombie.

### États-Unis de Colombie

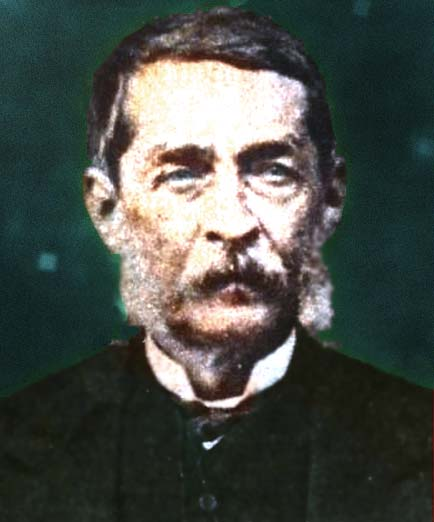
Manuel Murillo Toro.

En 1866, Tomás Cipriano de Mosquera fut élu une nouvelle fois à la présidence, mais ses méthodes dictatoriales engendrèrent des troubles dans les États. Le général Santos Acosta, président de l'État de Boyacá, fit prisonnier Tomás Cipriano de Mosquera, qui fut remplacé, en 1868, par Santos Gutiérrez. Pendant ce temps, les travaux de construction de la route menant de Cali à Buenaventura furent interrompus, provoquant ainsi du retard dans le développement économique de Cali et de la région.
En 1869 commença la mise en œuvre de la route entre Cali et Palmira. En 1870 débuta l'élaboration d'un aqueduc qui fut terminé trente ans plus tard. Sous la présidence de Manuel Murillo Toro (1872-1874) fut décidée la construction du Chemin de fer du Pacifique. Le télégraphe fit son entrée à Cali le 11 février 1873. L'économie de la région était en plein essor.
En 1875, la guerre civile et la crise qui s'ensuivit firent des ravages sur l'économie du département de Valle del Cauca. Le 24 décembre 1875, Cali fut prise et pillée par un groupe de bandits. Puis un fléau s'abattit sur la région qui vit ses cultures ruinées par une invasion de sauterelles. Une période de sécheresse précédant un hiver rigoureux finit d'anéantir l'agriculture et provoqua la famine.

### République de Colombie
La guerre civile éclata en 1885 aux États-Unis de Colombie sous la présidence de Rafael Núñez. Les villes de Cali et de Buenaventura, tombées aux mains des rebelles furent reprises par le général Juan Eleuterio Ulloa. Après la défaite des rebelles, Rafael Núñez établit la Constitution de 1886 qui donna naissance à la République de Colombie actuelle.
En 1887, le río Cauca vit naviguer des bateaux à vapeur. Mais le développement du pays et de Cali fut de nouveau paralysé par une guerre civile, la guerre des Mille Jours (en espagnol : la Guerra de los Mil Días), qui eut lieu du 17 octobre 1899 au 21 novembre 1902.

### Période contemporaine
Une description de ce qu'étaient le Valle del Cauca et Cali au XIXe siècle est relatée dans le roman María, œuvre notable du romantisme de la littérature colombienne et espagnole, de l'écrivain et poète Jorge Isaacs (1837 - 1895), né à Cali.
La ville n'a connu un véritable développement qu'à partir du XXe siècle, même si elle fut parmi les premiers villages à être fondés en Amérique. Après l'indépendance, Cali était une petite ville calme où résidaient principalement des propriétaires fonciers. Des raffineries de sucre se développèrent, mais jusqu'au début du XXe siècle Cali demeura une petite ville comparée à d'autres cités colombiennes politiquement et économiquement dépendantes de Popayán. En 1910, le nouveau département de Valle del Cauca fut créé ainsi que ceux de Vaupés, Caquetá, Chocó et Putumayo qui apportèrent au Cauca son extension actuelle.
L'électricité arriva à Cali le 26 octobre 1910. En 1911, avec 28 000 habitants, Cali devint la capitale du nouveau département de Valle del Cauca. À cette époque, le territoire fut cultivé de façon intensive et son avenir en tant que producteur agricole semblait assuré. Cependant, il n'existait pas de route reliant le Valle del Cauca au reste du pays et la région restait isolée. En 1912, s'établit la première entreprise (privée) de téléphone.

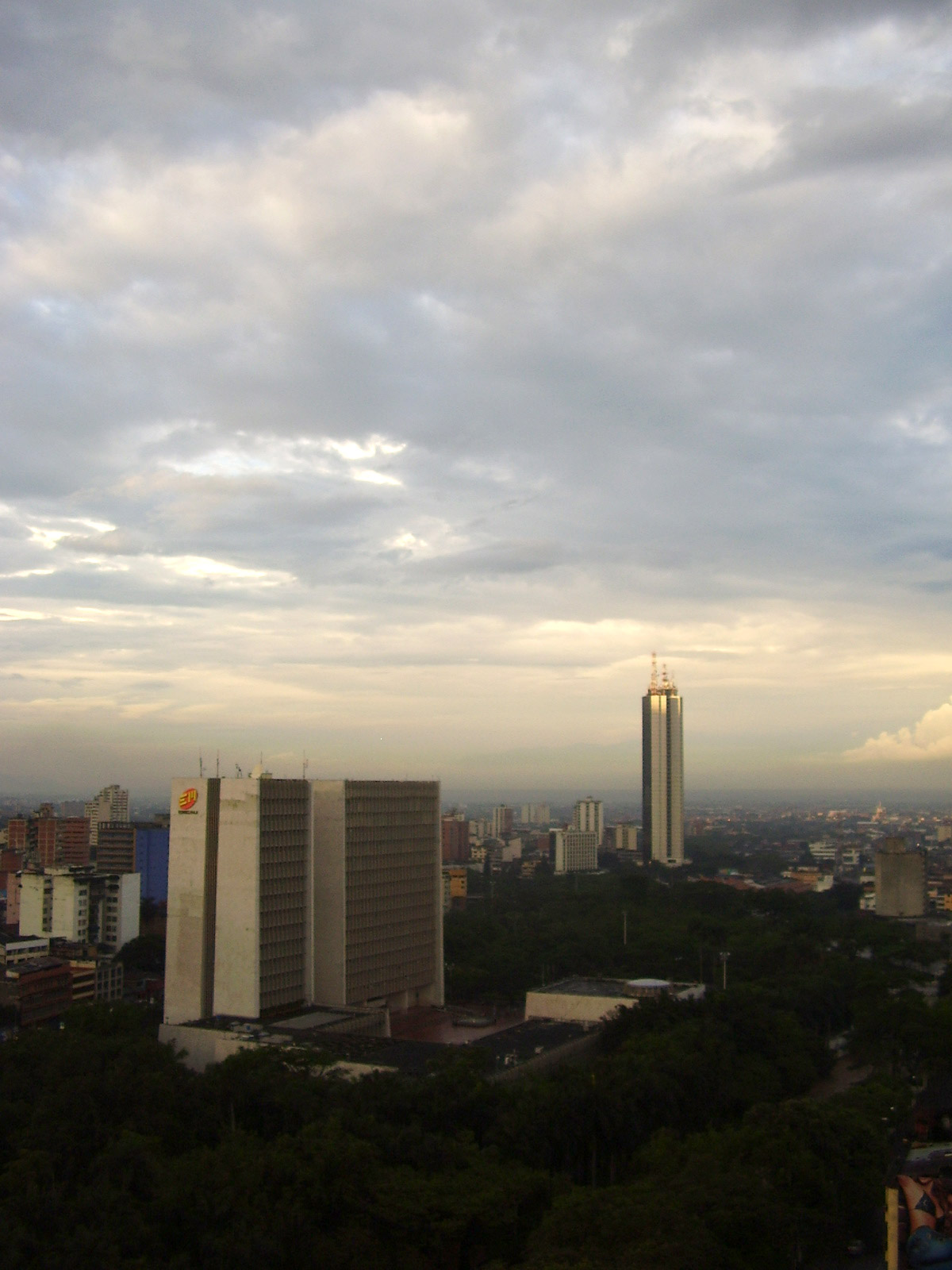
Siège social des Empresas Municipales de Cali.

L'ouverture du canal de Panama en 1914 puis l'arrivée du chemin de fer en 1915 permirent de briser l'isolement de Cali. Pendant les années 1930 fut mise en œuvre une route passant par la cordillère Centrale, l'une des trois branches de la Cordillère des Andes en Colombie, route reliant Cali à Bogota. Les travaux de construction d'une route menant à Buenaventura furent effectués entre 1926 et 1945. Cette infrastructure routière de base, la modernisation de l'industrie sucrière et la croissance des exportations de café par Buenaventura étaient essentielles pour le développement de la région.
En 1918, l'édification du théâtre municipal de Cali tint une place importante sur le plan culturel.
En 1928, la ville comprenait les barrios San Antonio, El Centro, El Vallado, El Pueblo, La Loma de la Cruz et la Loma de las Mesas.
Jusqu'en 1930, les habitants de la ville éprouvèrent des difficultés pour leur approvisionnement en eau. Le 31 décembre 1930, après les quatorze années nécessitées par sa planification, le premier aqueduc moderne de la ville fut inauguré. Seulement un an plus tard furent créées les Empresas Municipales de Cali (en français : Entreprises municipales de Cali), EMCALI, qui prirent le contrôle des services de l'eau, des places de marché, des abattoirs, des eaux usées et autres services publics. En 1940, EMCALI était en passe de devenir l'une des entreprises les plus importantes de la région et du pays.
En 1948 fut créé le Bureau municipal de valorisation, gestionnaire du financement des travaux publics. Dans les années 1950, Cali, qui comptait alors environ 284 000 habitants, s'engagea pleinement dans un plan d'industrialisation grâce à des capitaux étrangers. En 1954, la Corporation autonome régionale du Valle del Cauca (CVC) vit le jour. Il s'agit d'une entité de l'État d'une grande importance qui, depuis sa création, a stimulé et dirigé le développement économique et social du río Cauca.
Une page sombre de l'histoire de Cali : le 7 août 1956, 1 100 personnes moururent dans l'explosion de sept camions transportant des explosifs pour l'armée et stationnant inconsidérément au milieu de la zone urbaine.
En 1966, l'entreprise de services divers EMSIRVA fut créée et chargée du nettoyage des rues, de la collecte des ordures, de l'entretien des abattoirs et des espaces publics. La même année, l'Institut du Logement de Cali (INVICALI) était créé et était chargé du logement social ainsi que de la résolution des problèmes des bidonvilles.
L'organisation, à Cali, des Jeux panaméricains de 1971 engendra des travaux de développement et d'embellissement des espaces publics. Une grande partie de l'infrastructure sportive de la ville date de cette époque.
En 1974 fut terminée la Centrale de Transports de Cali. Elle fut inaugurée par le président Misael Pastrana. Cette Centrale de transports, essentielle pour une ville de la taille de Cali, apporta de sérieuses améliorations à l'organisation de la circulation automobile dans le centre.
Pendant les années 1970, 1980 et jusqu'en 1995, Cali fut plongée dans l'un des chapitres les plus sombres de l'histoire de la Colombie : la guerre des narcotrafiquants. Le cartel de Cali et le cartel de Medellín se confrontèrent lors d'attaques ciblées et violentes dans les rues de Cali. Le développement et l'image de la ville en furent détériorés. Le cartel de Cali fut surnommé « l'organisation criminelle la plus puissante de l'histoire devançant le cartel de Medellin » par la DEA, avec de nombreux mercenaires, espions et ses liens avec le gouvernement. La ville entière de Cali était alors couverte par un vaste réseau de surveillance mis en place, et la police locale lui était inféodée. À la différence d'autres cartels, le Cartel de Cali était composé de plusieurs hommes d'affaires légitimes et de maints entrepreneurs.
La ville de Cali est la plus touchée de Colombie par le « nettoyage social » organisé par des groupes paramilitaires. Entre 1988 et 2013, environ 5 000 personnes (prostituées, délinquants présumés ou simplement des jeunes des quartiers populaires) y ont été assassinées par ces groupes.
Malgré une crise profonde due au ralentissement économique national et à sa croissance urbaine qui place Cali en troisième position en Colombie, après Bogota et Medellín, la ville, héritière d'une histoire ancienne empreinte d'importants défis, avec sa position géopolitique stratégique, ses projets de développement et son excellente infrastructure, offre de grandes perspectives au début du XXIe siècle.
La ville est le théâtre de grandes manifestations en 2021, donnant lieu à une sévère répression. La police tire à  balles réelles sur les manifestants, tuant plusieurs dizaines de personnes.

## Démographie
| 1809  | 1851   | 1870   | 1900   | 1912   | 1918   | 1938    |
| ----- | ------ | ------ | ------ | ------ | ------ | ------- |
| 7 546 | 11 848 | 12 742 | 24 000 | 27 747 | 45 525 | 101 883 |

| 1951    | 1964    | 1973    | 1985      | 1991      | 2005      | - |
| ------- | ------- | ------- | --------- | --------- | --------- | - |
| 284 186 | 637 929 | 991 549 | 1 429 026 | 1 714 415 | 2 119 843 | - |

Ayant reçu une très grande pénétration du Pacifique colombien, zone à haute densité de population noire, Cali se classe parmi les premières villes en Amérique latine sur le plan du métissage et de la population noire (appelée aussi afro-colombienne). Un peu plus d'un quart de sa population est d'origine africaine. La salsa fut introduite par les Noirs, puis se communiqua à l'ensemble de la population. Dans les dernières années, la ville commença à accueillir des personnes de plusieurs régions du sud du pays.
Alors que la ville a reçu au cours de son histoire migrants venus des campagnes, les élites traditionnelles de Cali ont rejeté les communautés des nouveaux arrivants, qui ont été marginalisées. Le sociologue Enrique Rodríguez souligne : « Cali est un carrefour, c’est la connexion avec le Pacifique et avec le sud du pays. C’est une ville de migrants. Cali est historiquement très inégalitaire, avec des élites qui pratiquent l’entre-soi et une toute petite classe moyenne par rapport à la classe populaire. »

## Climat
Cali, installée dans une région tropicale chaude et humide, bénéficie d'un climat agréable.
La cordillère Occidentale bloque le refroidissement que provoquerait l'air humide provenant du Pacifique et l'empêche ainsi d'atteindre la ville.
Le département de Valle del Cauca a des caractéristiques climatiques variées. La température est de 25 °C en moyenne pour une altitude de 1 000 mètres.
La température moyenne de Santiago de Cali ne dépasse pas 24,1 °C et les périodes pluvieuses s'étendent de mars à mai et de septembre à novembre ainsi que l'indique le tableau climatologique ci-après.
| Tableau climatologique de Santiago de Cali | Tableau climatologique de Santiago de Cali | Tableau climatologique de Santiago de Cali | Tableau climatologique de Santiago de Cali | Tableau climatologique de Santiago de Cali | Tableau climatologique de Santiago de Cali | Tableau climatologique de Santiago de Cali | Tableau climatologique de Santiago de Cali | Tableau climatologique de Santiago de Cali | Tableau climatologique de Santiago de Cali | Tableau climatologique de Santiago de Cali | Tableau climatologique de Santiago de Cali | Tableau climatologique de Santiago de Cali |
| Température (°C)                           | Température (°C)                           | Température (°C)                           | Température (°C)                           | Température (°C)                           | Température (°C)                           | Température (°C)                           | Température (°C)                           | Température (°C)                           | Température (°C)                           | Température (°C)                           | Température (°C)                           | Température (°C)                           |
| Mois                                       | Jan                                        | Fév                                        | Mar                                        | Avr                                        | Mai                                        | Jui                                        | Jul                                        | Aoû                                        | Sep                                        | Oct                                        | Nov                                        | Déc                                        |
| ------------------------------------------ | ------------------------------------------ | ------------------------------------------ | ------------------------------------------ | ------------------------------------------ | ------------------------------------------ | ------------------------------------------ | ------------------------------------------ | ------------------------------------------ | ------------------------------------------ | ------------------------------------------ | ------------------------------------------ | ------------------------------------------ |
| Minimum moyenne                            | 18,7                                       | 18,9                                       | 19,1                                       | 19,1                                       | 19,0                                       | 18,8                                       | 18,2                                       | 18,3                                       | 18,6                                       | 18,7                                       | 18,7                                       | 18,7                                       |
| Moyenne                                    | 23,9                                       | 24,0                                       | 24,1                                       | 23,8                                       | 23,7                                       | 23,8                                       | 24,0                                       | 24,1                                       | 23,9                                       | 23,3                                       | 23,2                                       | 23,5                                       |
| Maximum moyenne                            | 30,0                                       | 30,1                                       | 30,0                                       | 29,4                                       | 29,1                                       | 29,3                                       | 30,1                                       | 30,5                                       | 29,9                                       | 28,9                                       | 28,7                                       | 29,2                                       |

| Précipitations, soleil et facteur d'humidité | Précipitations, soleil et facteur d'humidité | Précipitations, soleil et facteur d'humidité | Précipitations, soleil et facteur d'humidité | Précipitations, soleil et facteur d'humidité | Précipitations, soleil et facteur d'humidité | Précipitations, soleil et facteur d'humidité | Précipitations, soleil et facteur d'humidité | Précipitations, soleil et facteur d'humidité | Précipitations, soleil et facteur d'humidité | Précipitations, soleil et facteur d'humidité | Précipitations, soleil et facteur d'humidité | Précipitations, soleil et facteur d'humidité |
| Mois                                         | Jan                                          | Fév                                          | Mar                                          | Avr                                          | Mai                                          | Jun                                          | Jul                                          | Aoû                                          | Sep                                          | Oct                                          | Nov                                          | Déc                                          |
| -------------------------------------------- | -------------------------------------------- | -------------------------------------------- | -------------------------------------------- | -------------------------------------------- | -------------------------------------------- | -------------------------------------------- | -------------------------------------------- | -------------------------------------------- | -------------------------------------------- | -------------------------------------------- | -------------------------------------------- | -------------------------------------------- |
| Précipitations moyennes (mm)                 | 48                                           | 61                                           | 103                                          | 123                                          | 97                                           | 55                                           | 28                                           | 46                                           | 69                                           | 115                                          | 99                                           | 65                                           |
| Jours pluvieux                               | 9                                            | 10                                           | 13                                           | 15                                           | 15                                           | 10                                           | 8                                            | 8                                            | 11                                           | 16                                           | 14                                           | 10                                           |
| Facteur d'humidité (%)                       | 72                                           | 72                                           | 73                                           | 75                                           | 76                                           | 75                                           | 72                                           | 70                                           | 72                                           | 75                                           | 76                                           | 74                                           |
| Soleil (heures/mois)                         | 184                                          | 157                                          | 164                                          | 143                                          | 144                                          | 154                                          | 185                                          | 183                                          | 159                                          | 154                                          | 151                                          | 168                                          |

| 18,7 | 23,8 | 29,6 | 908 | 139 | 73 | 73 | 162 |

## Économie
La ville de Cali se caractérise par la présence d'un secteur industriel très développé situé dans le nord de la ville, dans le district industriel de Yumbo. Parmi les activités industrielles les plus importantes, on peut citer : le béton, la confiserie, la production de chaussures et autres articles en cuir, la production de papier, la production et assemblage de véhicules, l'impression et les arts graphiques. La ville abrite une usine de fabrication de pneumatiques du groupe français Michelin.
Cali est aussi connue pour la présence d'un centre de santé et de chirurgie esthétique réputé pour la qualité de ses procédures médicales, chirurgicales et esthétiques.

## Politique
Cali est dirigée par un maire (en espagnol : alcalde) élu pour quatre ans. Hiérarchiquement, plusieurs postes et secrétariats administratifs sont au-dessous de lui. Les premières élections municipales se sont déroulées en 1986. Avant cette date, tous les maires et représentants de la branche exécutive de la constitution étaient nommés par le président lui-même. Le premier maire élu en Colombie fut Carlos Holmes Trujillo (parti libéral). Contrairement aux autres villes colombiennes, Cali ne s'est pas adaptée en fonction du nouveau système d'élections municipales ; la ville a connu des embrouilles et des querelles politiques avec certains de ses maires élus.
| Nom du maire               | Début du mandat | Fin du mandat |
| -------------------------- | --------------- | ------------- |
| Carlos Holmes Trujillo     | Janvier 1988    | Janvier 1990  |
| Germán Villegas Villegas   | Janvier 1990    | Janvier 1992  |
| Rodrigo Guerrero Velasco   | Janvier 1992    | Décembre 1994 |
| Mauricio Guzmán Cuevas     | Janvier 1995    | Août 1997     |
| Julio César Martínez Payán | Août 1997       | Décembre 1997 |
| Ricardo H. Cobo Lloreda    | Janvier 1998    | Décembre 2000 |
| John Maro Rodríguez Flórez | Janvier 2001    | Décembre 2003 |
| Apolinar Salcedo Caicedo   | Janvier 2004    | Mai 2007      |
| Sabas Ramiro Tafur Reyes   | Mai 2007        | Décembre 2007 |
| Jorge Ivan Ospina          | Janvier 2008    | Décembre 2011 |
| Rodrigo Guerrero           | Janvier 2012    | Décembre 2015 |
| Maurice Armitage           | Janvier 2016    | Décembre 2019 |
| Jorge Iván Ospina          | Janvier 2020    | en fonction   |

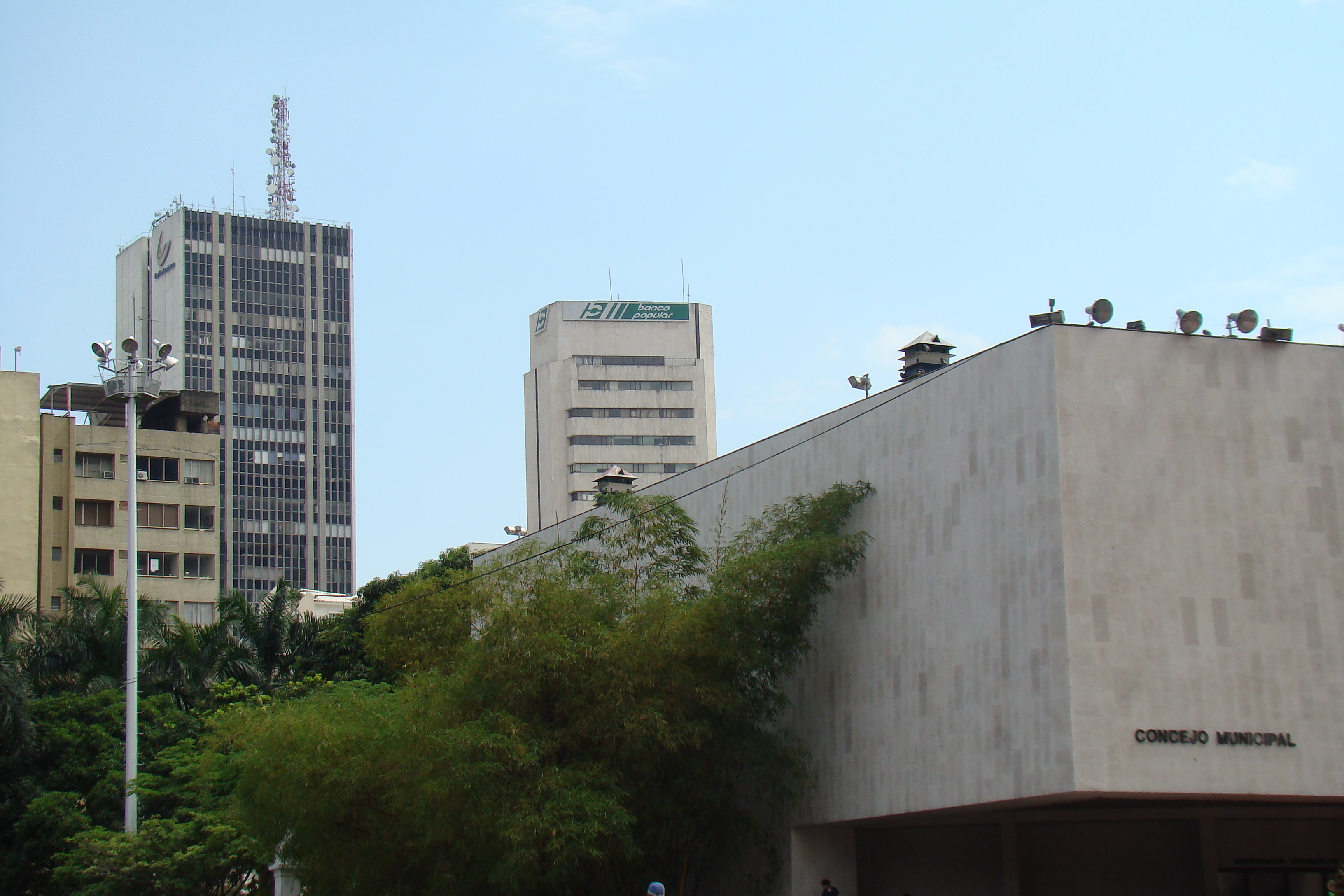
Le Conseil de Cali.

Le conseil municipal est composé de 21 membres, eux aussi élus pour 4 ans par la circonscription de Cali. Le nombre de conseillers municipaux ne dépend cependant pas du nombre d'habitants de la ville, ni du nombre de ses comunas.

## Subdivisions administratives
L'aire urbaine de la ville de Cali se divise en 22 communes, qui se divisent elles-mêmes en quartiers (barrios) et lotissements (urbanizaciones). La ville compte au total 249 quartiers et 91 lotissements officiels. Selon l'administration publique, Cali recense 509 987 logements. La ville comporte quelque 200 bidonvilles.
La répartition des classes sociales se fait ainsi à Cali (données de 2005) :
- très pauvre : 20,20 % ;
- pauvre : 31,92 % ;
- plutôt pauvre : 32,45 % ;
- moyenne : 6,72 % ;
- plutôt haute : 7,61 % ;
- haute : 1,10 %.

La zone rurale se divise en 15 corregimientos (divisions administratives gérées par les départements), qui se divisent en veredas (hameaux ou petits villages). Elle s'étend sur 43 717,75 hectares et sa population est de 48 268 habitants selon le Département administratif de planification municipale.

## Ordre public
En 2006, 1 540 homicides volontaires ont été commis à Cali-même, 1 726 en comptant la banlieue, soit 62 homicides pour 100 000 habitants. En 2011, ce chiffre atteint les 71 homicides pour 100 000 habitants ; certains dirigeants ont déclaré une « crise de la sécurité » à Cali,.
Entre le 1er janvier et le 1er décembre 2011, 1 870 homicides volontaires ont été commis dans la ville, soit 5 % de plus qu'en 2010. Cette augmentation est entre autres due à ce qui a été décrit par les spécialistes comme une « guerre mafieuse » entre les groupes « néo-paramilitaires » Los Rastrojos et Los Urabeños. Le groupe Los Rastrojos est considéré comme « héritiers » de Cali, tandis que le groupe Los Urabeños a ses origines aux environs de la ville. Les Rastrojos sont accusés d'avoir commis 80 assassinats en 2011.
Selon le magazine hebdomadaire Semana, plus de 1 700 assassins agissent pour des groupes criminels à travers la ville. En 2011, des patrouilles militaires surveillent la ville jour et nuit,. Les Colombiens et les habitants étrangers ont été séparés par le Departamento Administrativo de Seguridad afin d'éviter des risques de conflits et de kidnapping,.

## Éducation

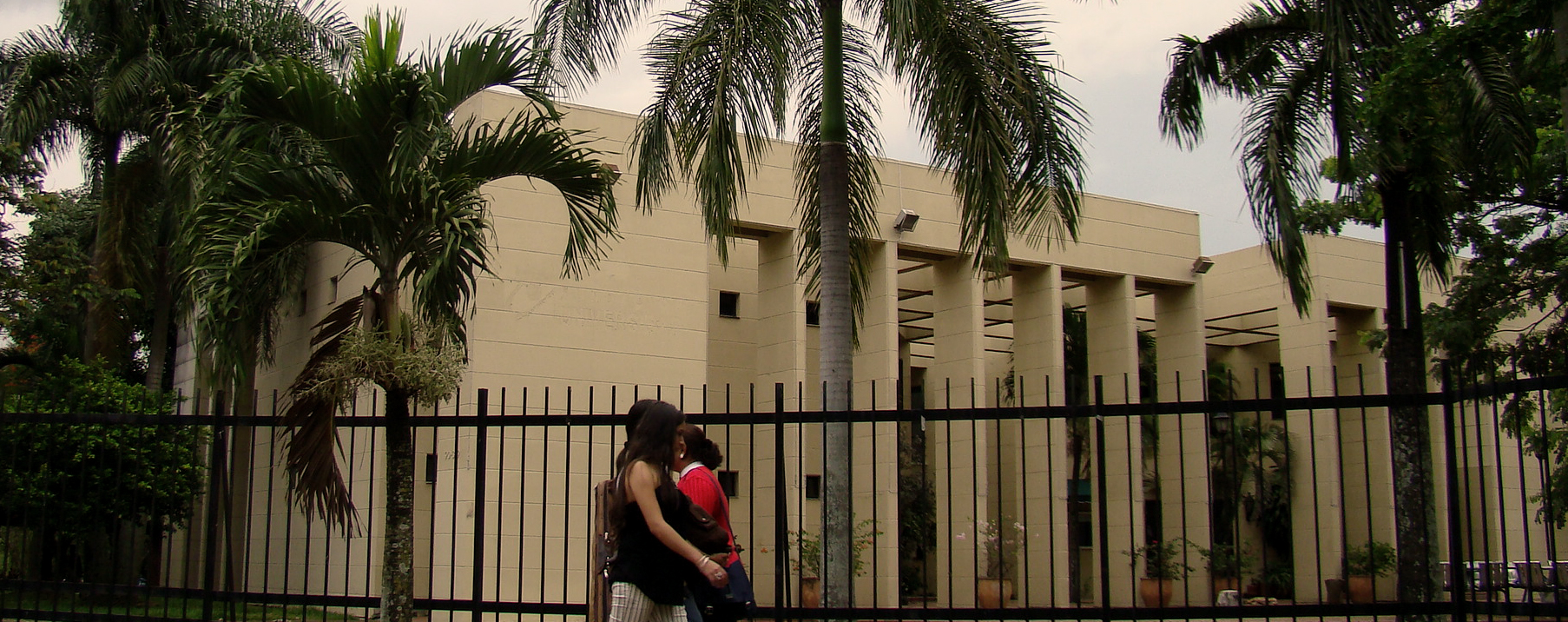
Université de Valle.

Une très grande partie de la population de Cali a accès à l'éducation publique, qui est parfois sous-financée et mal gérée. Les écoles primaires sont généralement à la charge du département, et parfois à celle de la commune. Le Secrétariat municipal de l'Éducation gère une grande partie du budget investi par la ville pour les écoles. Certains politiciens ont essayé de le contrôler ou le réorganiser à leur manière.
Cali est dotée de plusieurs institutions secondaires sophistiquées, ainsi que des plus grandes universités de la région. La plupart d'entre elles se trouvent au sud de la ville. Parmi les plus prestigieuses figurent l'Université de Valle (publique), et l'Université pontificale Javeriana (privée).

### Universités

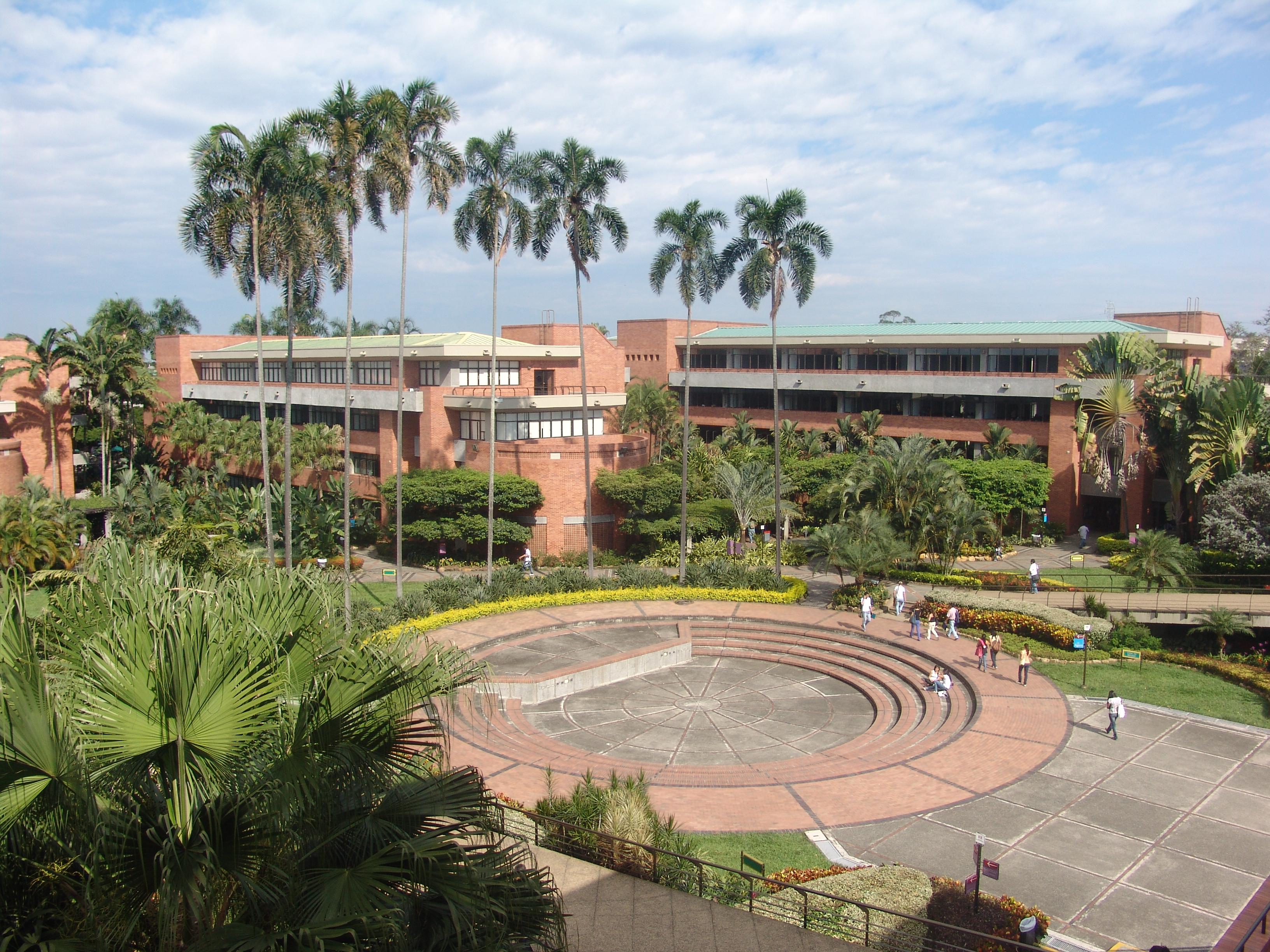
Universidad Autónoma de Occidente.

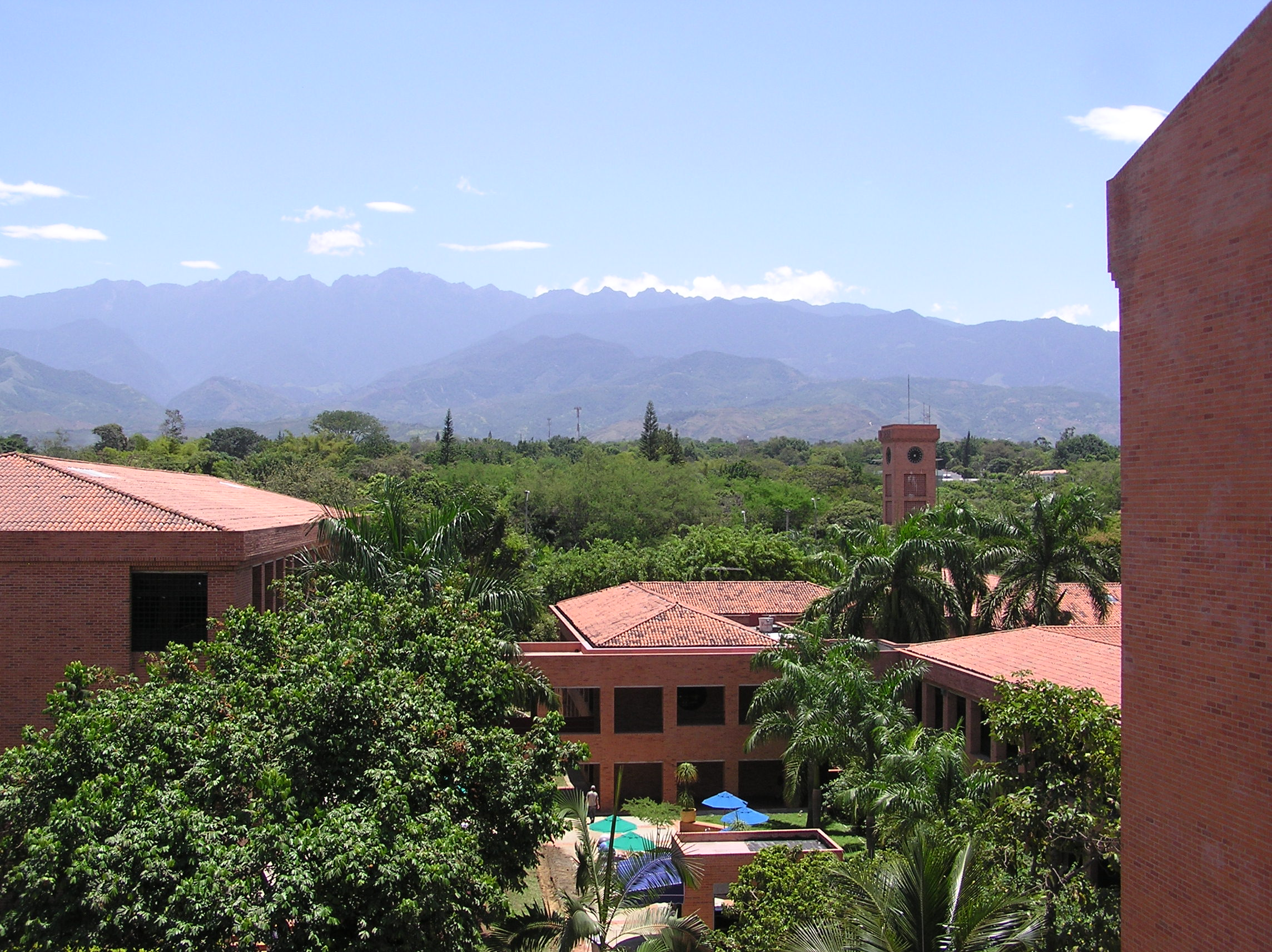
Université Icesi.

- Université de Valle (publique). Fondée en 1945, c'est la première université du sud-ouest du pays en termes d'étudiants, et la troisième de tout le pays, avec plus de 30 320 élèves. Elle contient plusieurs facultés : médecine, ingénierie, sciences et sciences sociales. L'Université de Valle est la seule université publique de Colombie à ne pas posséder de faculté de droit.
- Universidad Autónoma de Occidente (privée). Elle a été fondée en 1975 et réunit plus de 7 400 étudiants.
- Université pontificale Javeriana[34] (privée). Fondée en 1970, elle sert de préparation pour les élèves souhaitant étudier à Bogotá. Elle réunit environ 5 700 étudiants et propose différents programmes d'études, avec pour but un diplôme ou non. L'université pontificale Javeriana possède également une bibliothèque contenant plus de 36 000 ouvrages. Elle a inauguré sa faculté de médecine en 2010.
- Universidad Icesi (privée). Elle a été fondée en 1979 par des entrepreneurs régionaux cherchant à compenser le manque de personnel qualifié dans les entreprises d'affaires et de marketing. Elle accueille plus de 2 950 étudiants et possède également une bibliothèque regroupant environ 30 000 livres. L'Université Icesi a ouvert son école de médecine en 2009.
- Universidad San Buenaventura (privée) Fondée en 1970 par l'Ordre franciscain, elle sert de sélection pour l'Université San Buenaventura de Bogotá.
- Universidad Santiago de Cali[35], fondée en 1959.
- Institut Universitaire Antonio Jose Camacho[36] (public)
- Corporación Universitaria Centro Superior[37] (privée)
- Escuela Nacional Del Deporte[38] (École nationale des Sports). Fondée en 1984, elle est, avec la Politécnico Jaime Isaza Cadavid[39], la plus grande institution éducative en Colombie spécialisée dans les sports et l'activité physique.
- Université San Martin de Cali
- La Manzana del Saber, située dans le sud de la ville. Elle possède un Musée des Sciences ainsi qu'une bibliothèque publique. Un projet en cours vise à construire un nouveau musée nommé Abrakadabra, ainsi qu'un centre de recherches.

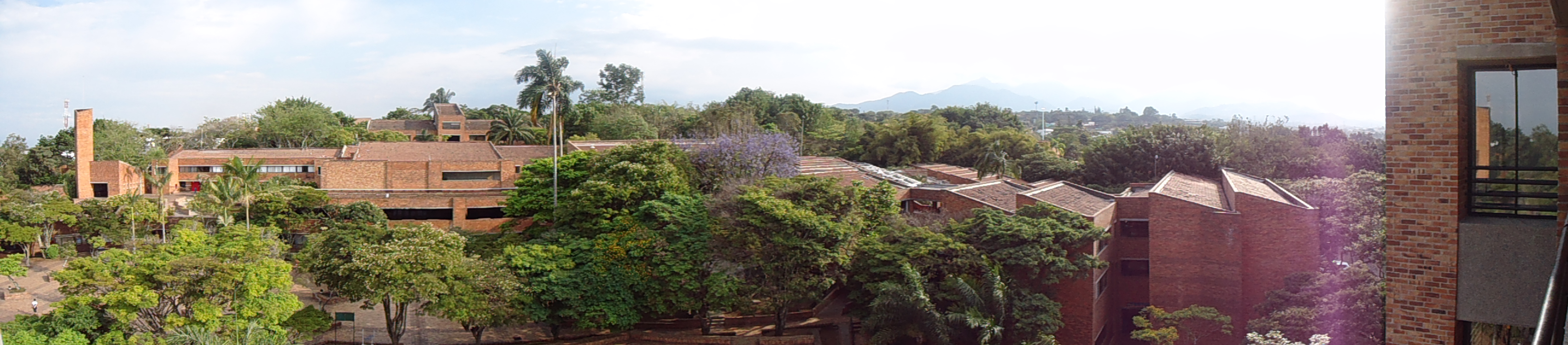
L'Université pontificale Javeriana.

## Culture

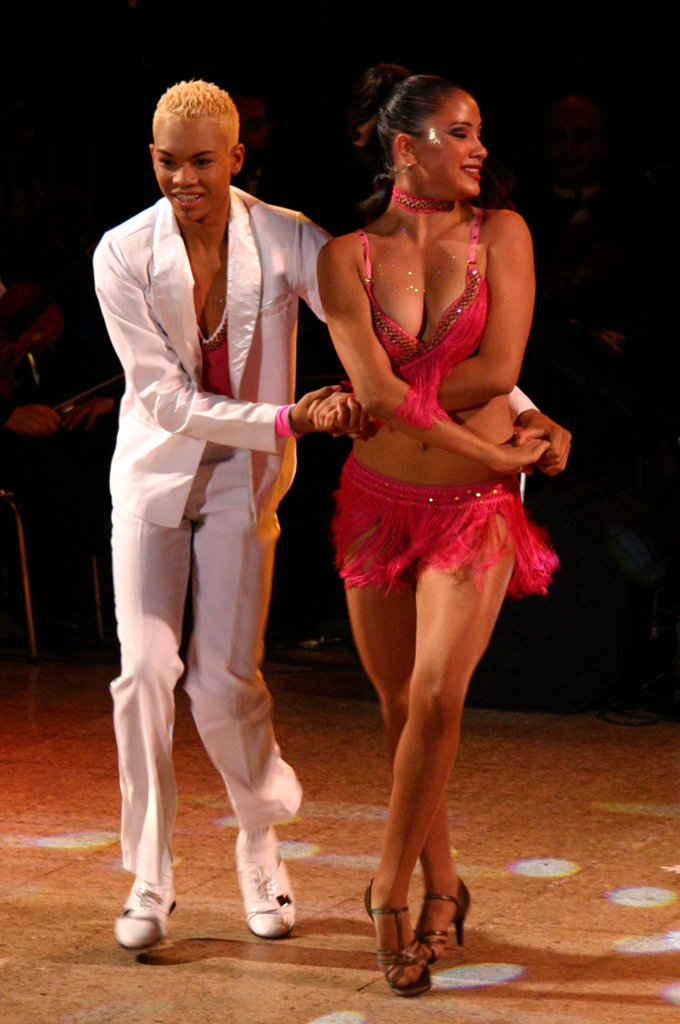
XIIIe Festival International de Cali. Démonstration de salsa.

La culture de la ville de Cali est très importante. En effet, du fait de l'histoire qui s'est déroulée dans cette ville, surnommée la « Sultana del Valle », au cours des siècles et du métissage des populations, la diversité culturelle est intense.
On y trouve de nombreux musées, tels que le musée de l'Or, le musée colonial et de la Religion ou encore le musée Tertulia, le Musée des Beaux-Arts de Cali.
La ville possède également un centre historique où l'on peut découvrir les quartiers de San Antonio (Valle del Cauca), d'El Peñon, ou encore de La Merced. L'architecture coloniale y est très présente.
La culture des habitants de Cali passe par la danse et la musique. La reine incontestée est la salsa, danse sud-américaine. La ville est en effet considérée comme la capitale de la salsa. On peut participer à des événements tels que les championnats du monde de salsa.
Le groupe de black metal Inquisition est originaire de Cali. Il est formé, en 1988, par Dagon, chanteur, guitariste et bassiste. Le groupe part aux États-Unis, en 1996, où Incubus devient son batteur.
Chaque année, pendant la dernière semaine de décembre, a lieu la « Feria de Cali », où ils ont lieu des festivals de musique et de danse, des courses de taureaux, des concours de beauté et diverses autres animations.
La diversité se trouve de la même façon dans la gastronomie. On retrouve des plats typiques de la ville tels que les masetas, le pan de bono, le pan de yuca, les empanadas, les morcillas ou encore les plats influencés par la proximité de la côte pacifique colombienne comme le chontaduro ou la cazuela de piangua.

## Transports

### Aéroports

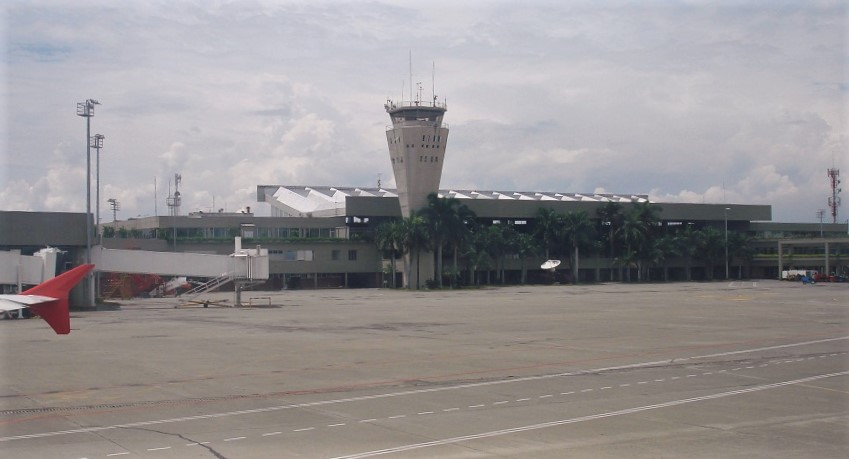
Un terminal de l'aéroport international Alfonso-Bonilla-Aragón.

L'aéroport qui dessert la ville est l'aéroport international Alfonso-Bonilla-Aragón (code AITA : CLO) situé à une quinzaine de kilomètres au nord-est du centre de Cali, en direction de la ville de Palmira sur le territoire de laquelle il est situé. Cet aéroport est le troisième plus important de Colombie ; il a accueilli 3 422 919 touristes en 2010. Il est connecté à la ville grâce à un axe autoroutier nommé recta a Palmira, qui a été amélioré ces dernières années afin de rendre l'accès à l'aéroport depuis Cali et ses environs plus facile.

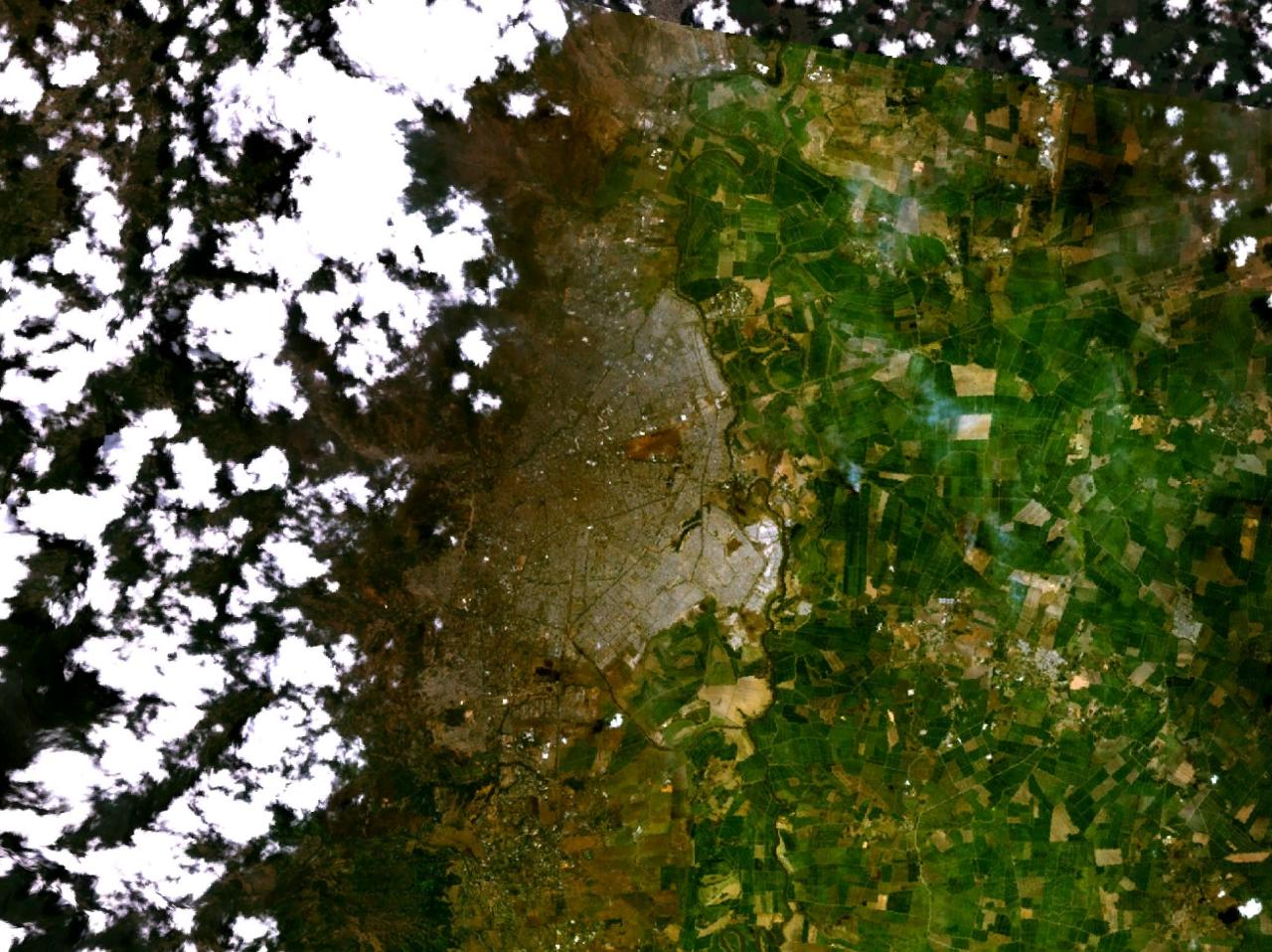
Cali vue de l'espace.

À proximité de Cali, se trouve également un aérodrome militaire : la base aérienne Marco-Fidel-Suárez, située à l'est de la ville. Elle appartient à la Force aérienne colombienne et sert de centre d'entraînement pour les pilotes de l'armée.

### Réseau de bus

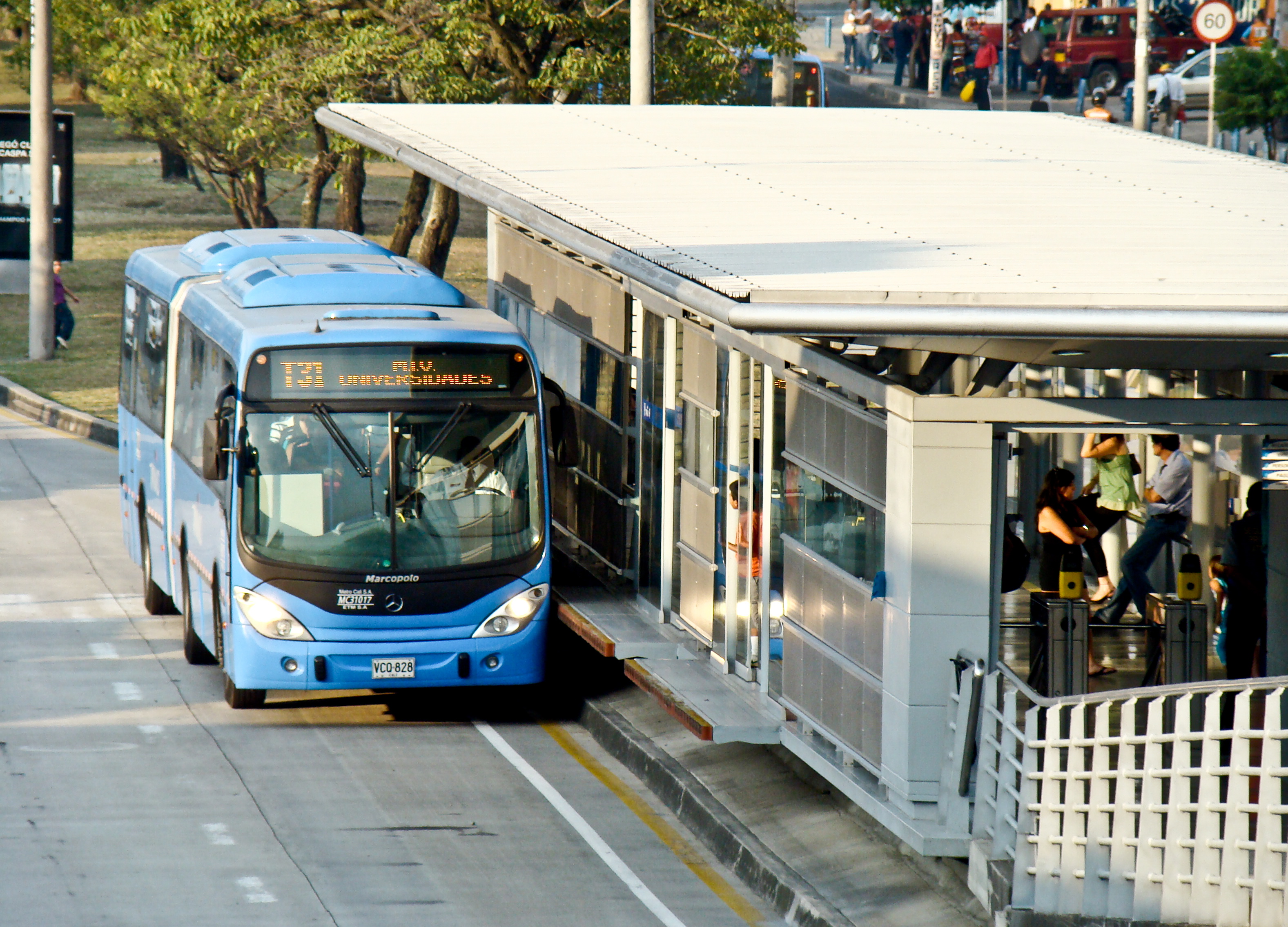
Un bus s'arrêtant à une station à Cali.

Cali est desservie par plus de vingt compagnies de transport en bus, se réunissant toutes à la gare centrale routière. Cette dernière est située près de l'ancienne station de train, qui dessert désormais les quartiers généraux de la société Metrocali. Les véhicules et les itinéraires de navettes dépendent des compagnies de transport. Récemment, les compagnies colombiennes ont choisi les modèles de car fabriqués par la firme brésilienne Marcopolo.

## Tourisme

### Vieille ville

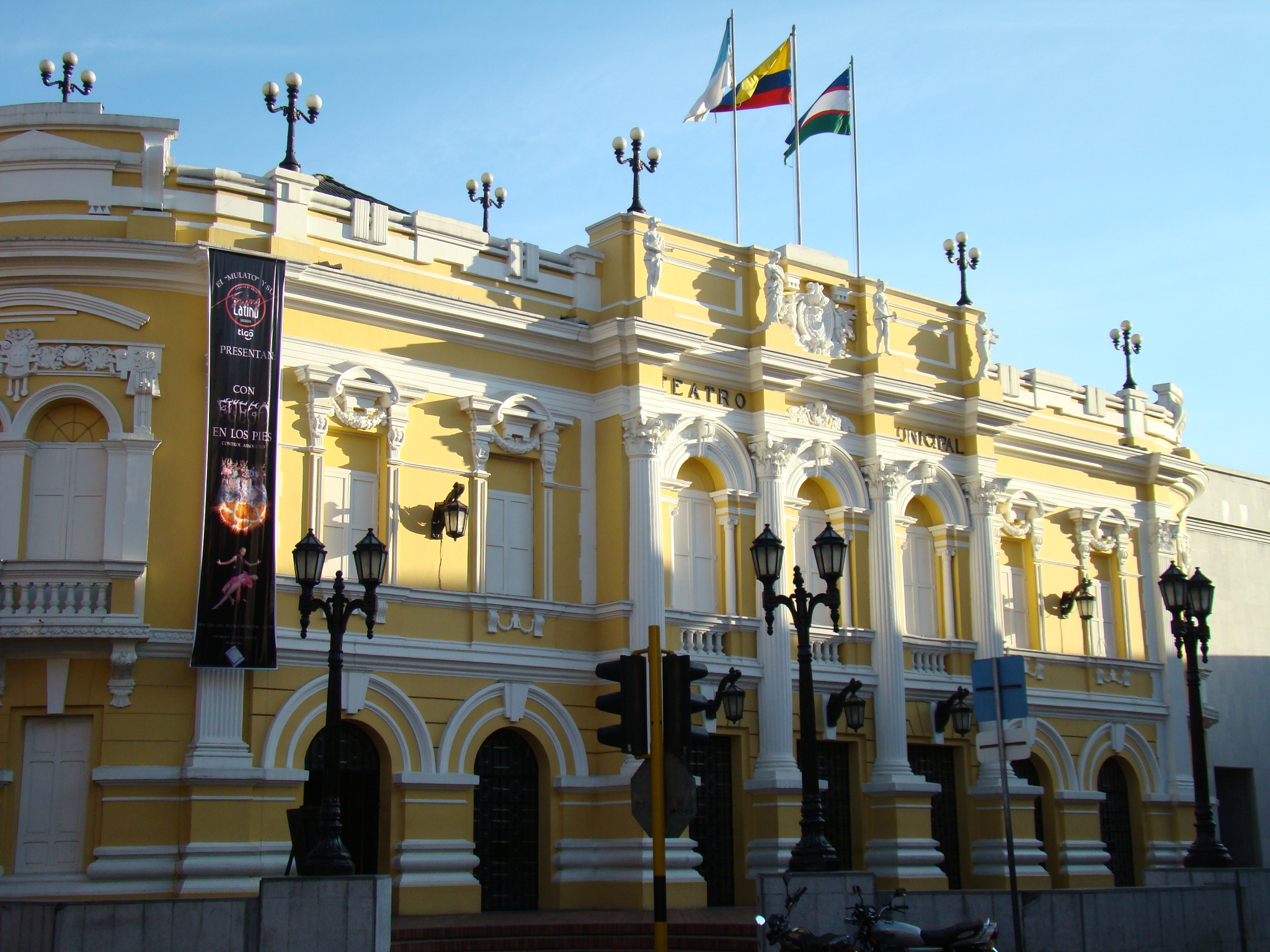
Théâtre municipal de Cali.

Cali abrite plusieurs quartiers historiques ainsi qu'une variété de monuments. Au centre-ville, l'on peut trouver plusieurs églises, telles La Merced et La Ermita. Le centre-ville de Cali est très bien préservé, en particulier aux alentours de la plaza de Caicedo, considérée comme le point central de la ville. Cette place est entourée par un mélange de bâtiments anciens et modernes, comme el edificio Otero, la cathédrale métropolitaine de Cali et El Palacio de Justicia (le palais de justice). Parmi les autres sites les plus visités figurent l'église Saint-Francis (en espagnol : Iglesia de San Francisco) et le théâtre municipal.
La ville de Cali est très riche en monuments, parcs, squares publics et musées. Les sculptures les plus admirées sont El Cristo Rey (le Christ Roi), qui se trouve au sommet d'une colline, un buste de Sebastián de Balalcázar, le fondateur de la ville, et Las tres Cruces (les trois Croix), un lieu de pèlerinage.

### Tourisme régulier
Cali comporte des discothèques et des restaurants. Ce type de commerce a explosé dans la région ces dernières années. Dans la ville, certains quartiers sont entièrement dédiés au tourisme (ce dernier étant la principale source de revenus des commerçants), comme celui de Granada, l'un des plus traditionnels de la ville, dans lequel on trouve des restaurants gastronomiques et des boutiques. L'endroit comprenant le plus de magasins de mode et de discothèques est appelé zona rosa (zone rose) ; il se situe au nord de la ville, près du centre commercial Chipichape.
Les touristes aiment bien se promener le long de « la sexta » (la sixième rue).

## Lieux et monuments

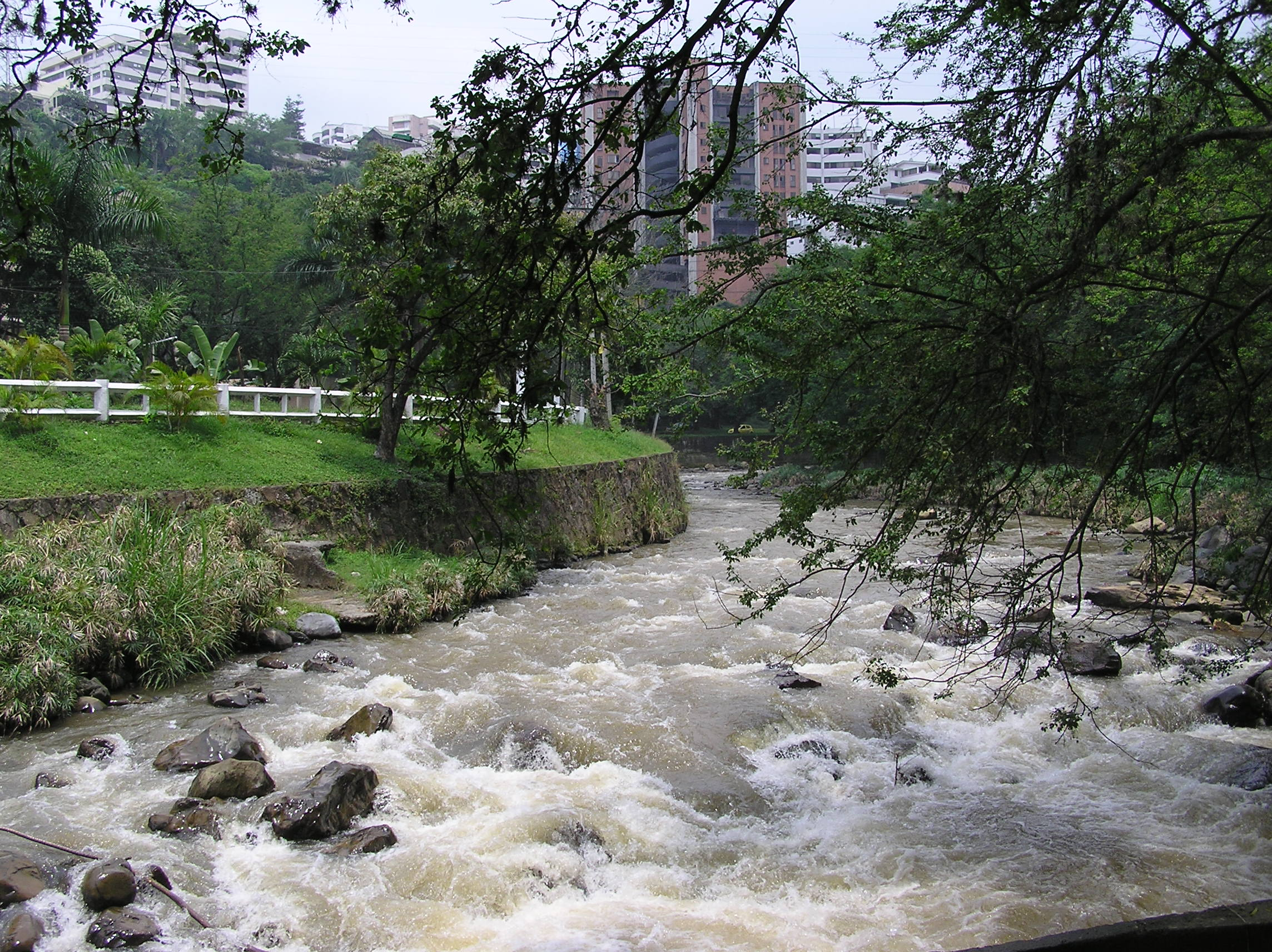
Río Cali.

- Plaza de Caicedo : Considérée comme le centre de la ville, cette place a été nommée ainsi en l'honneur du « héros de la ville », Joaquín de Cayzedo (es) (ou Joaquín de Caicedo y Cuero) (1773 - 1813), militaire et homme politique.
- Parque del perro : Situé dans le quartier San Fernando, c'est l'un des plus populaires de la ville. Il comporte beaucoup de restaurants et de bars. Il porte ce nom car un monument dédié aux chiens (en espagnol : perros) se situe en son centre.
- Avenida San Joaquín : Située dans la Ciudad Jardín, c'est l'une des « zones roses » de la ville.
- Calle 66 : Calle 66 se trouvent les night-clubs les plus réputés de la ville.
- Monument Sebastián de Belalcázar : Cette statue attire de nombreux touristes. Sebastián de Belalcázar regarde la ville, dans la vallée, tout en désignant de l'index, bras tendu derrière lui, la direction opposée[42].
- Río Cali : Cet endroit est très calme ; la rivière, située à l'ouest de la ville, est bordée par des restaurants et le musée d'art moderne La Tertulia.
- Statue du Christ-Roi : Monument religieux érigé sur une colline, il mesure 31 mètres de hauteur et fait face à la ville[43],[44].

## Sports
Au niveau professionnel, Cali ne possède que deux équipes de football. Au niveau amateur, les sports les plus pratiqués dans la ville sont le basket-ball, le football, le volley-ball. À l'échelle nationale, les athlètes de Cali concourent dans la plupart des tournois sportifs avec ceux de Bogota et Medellín.
La ville de Cali accueille deux grands évènements sportifs : un semi-marathon (ayant généralement lieu au milieu de l'année), ainsi qu'une course de 10 kilomètres appelée Carrera del Río Cali. D'autres manifestations sportives se déroulent dans la ville.

### Capitale colombienne des sports

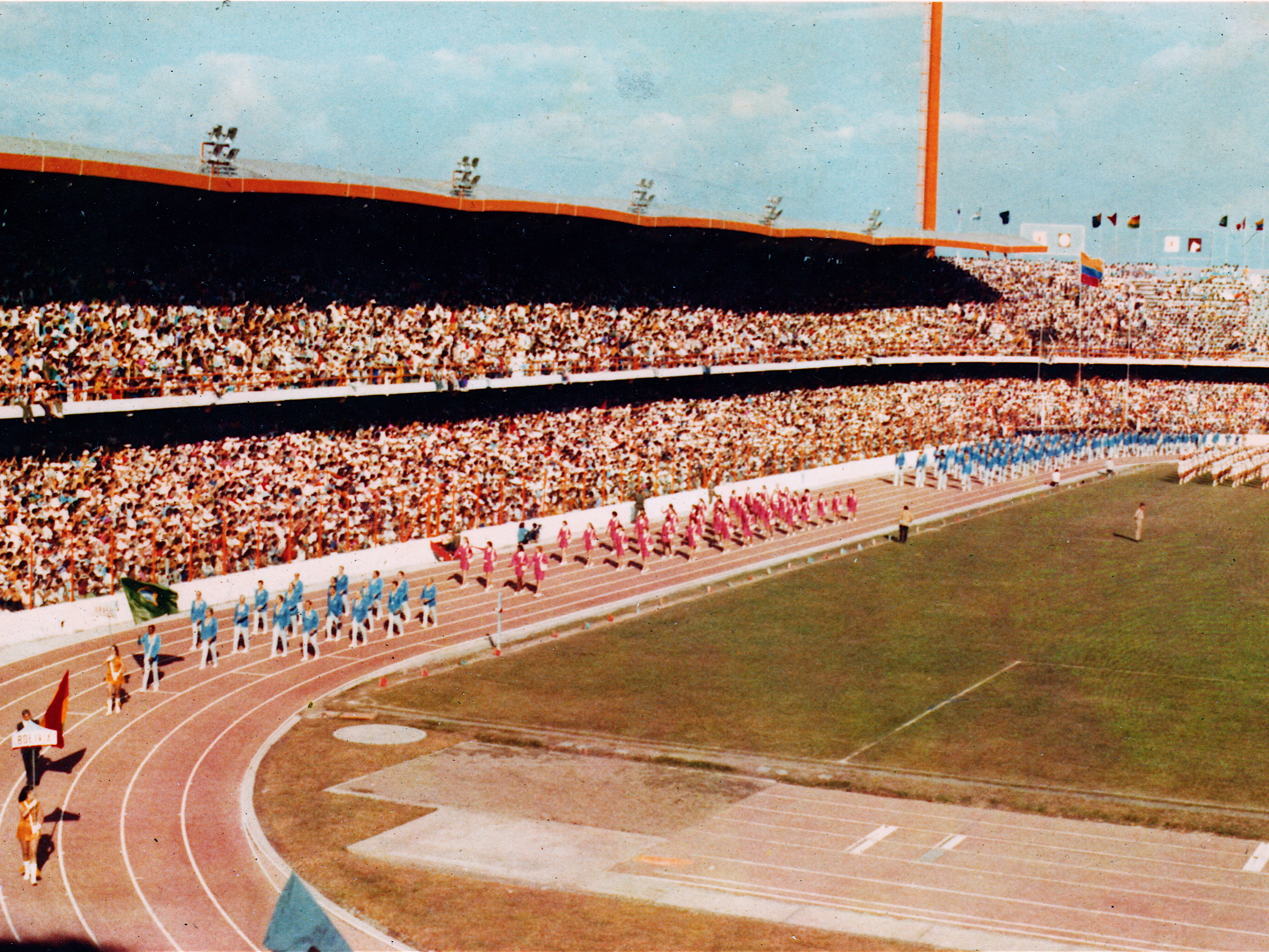
Ouverture des Jeux panaméricains de 1971.

La ville de Santiago de Cali est souvent désignée comme la capitale sportive du pays. C'est la seule ville colombienne ayant accueilli les Jeux panaméricains (Jeux panaméricains de 1971). La région dans laquelle se trouve la ville de Cali est celle qui a remporté le plus de victoires aux Jeux Olympiques Nationaux.

### Infrastructures sportives

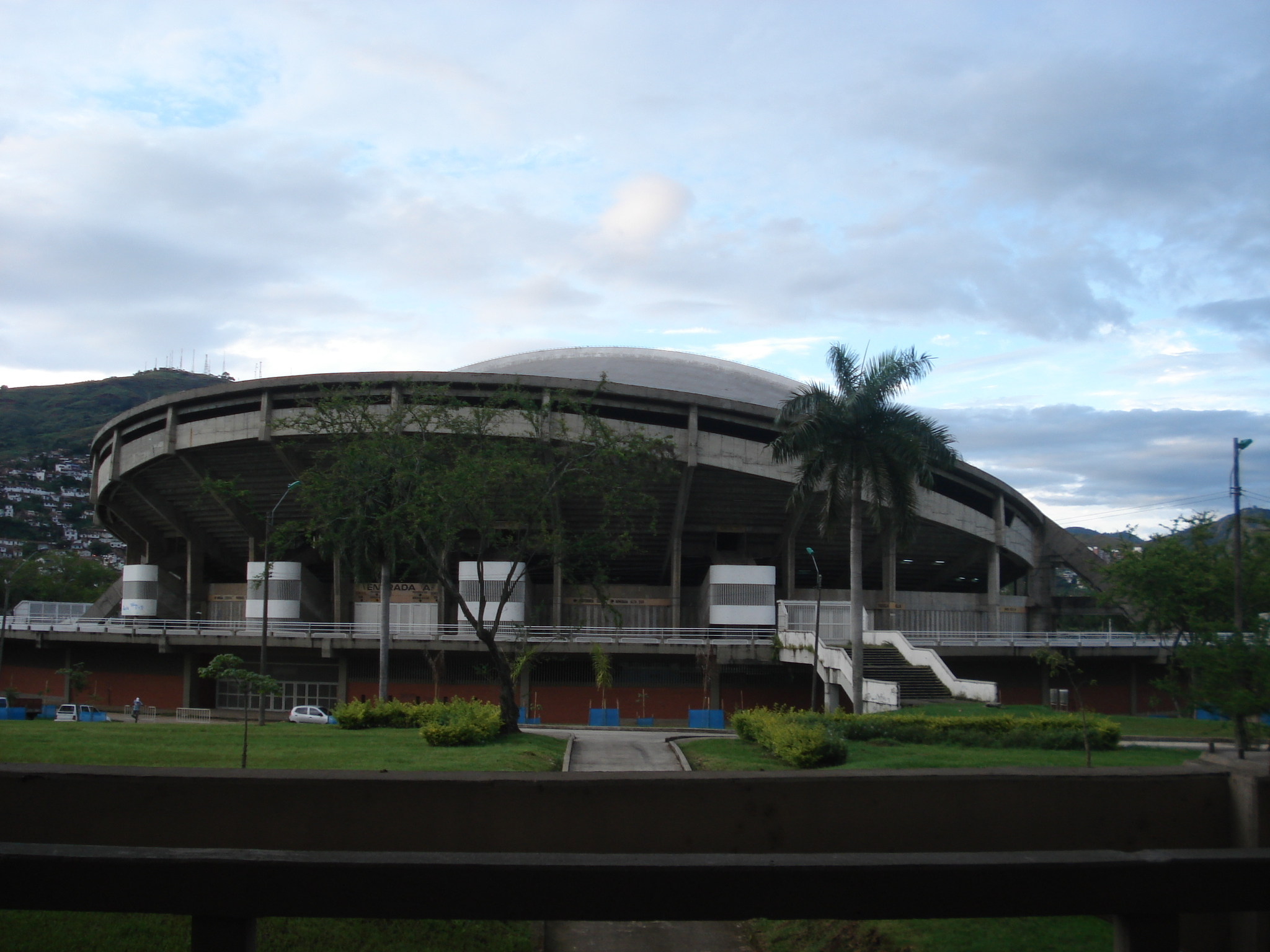
Le Coliseo El Pueblo.

La ville est la plus équipée du pays en infrastructures sportives. Elle possède deux stades de football : le stade olympique Pascual-Guerrero (clubs résidents : Asociación Deportivo Cali et América de Cali) et le stade Deportivo Cali (appartenant à l'Asociación Deportivo Cali). Le club de l'Asociación Deportivo Cali est le seul de Colombie à posséder son propre stade ; tous les autres sont gérés par l'État.
La plus grande structure sportive à Cali est le Coliseo El Pueblo, avec une capacité de 18 000 places. Il s'agit d'une arène intérieure ; elle a été ouverte en 1971 et est principalement utilisée pour la pratique du basket-ball. Dans cette salle peuvent également se dérouler des concerts.
Les infrastructures sportives de Cali ont permis d'accueillir plusieurs grands évènements sportifs, comme l'édition de 1971 des Jeux panaméricains, plusieurs Jeux du Pacifique, la phase finale du Championnat du monde de basket-ball masculin 1982, la Coupe du monde de football des moins de 20 ans 2011 ainsi que les Jeux mondiaux de 2013, les championnats du monde de cyclisme sur piste 2014 et plusieurs tournois de natation.
Voici une liste des plus grands bâtiments sportifs se trouvant à Cali ou ses alentours :
- Stade olympique Pascual-Guerrero ;
- Coliseo El Pueblo ;
- Polideportivo de El Vallado ;
- Unidad Deportiva Panamericana ;
- Vélodrome Alcides Nieto Patiño ;
- Gimnasio Evangelista Mora ;
- Patinódromo Los Diputados ;
- Stade Deportivo Cali.

### Football

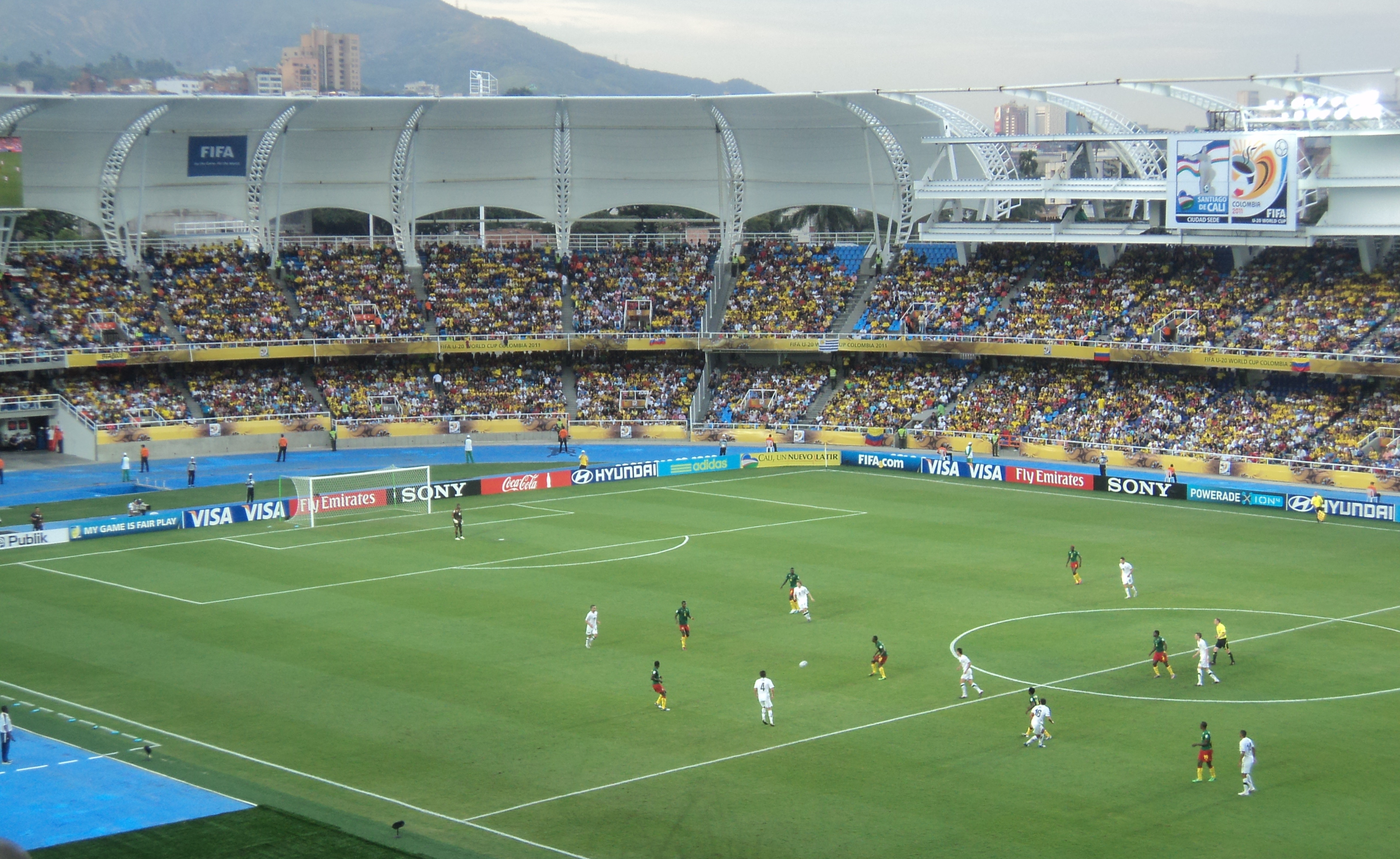
Le stade olympique Pascual-Guerrero, lors de la Coupe du monde de football des moins de 20 ans 2011.

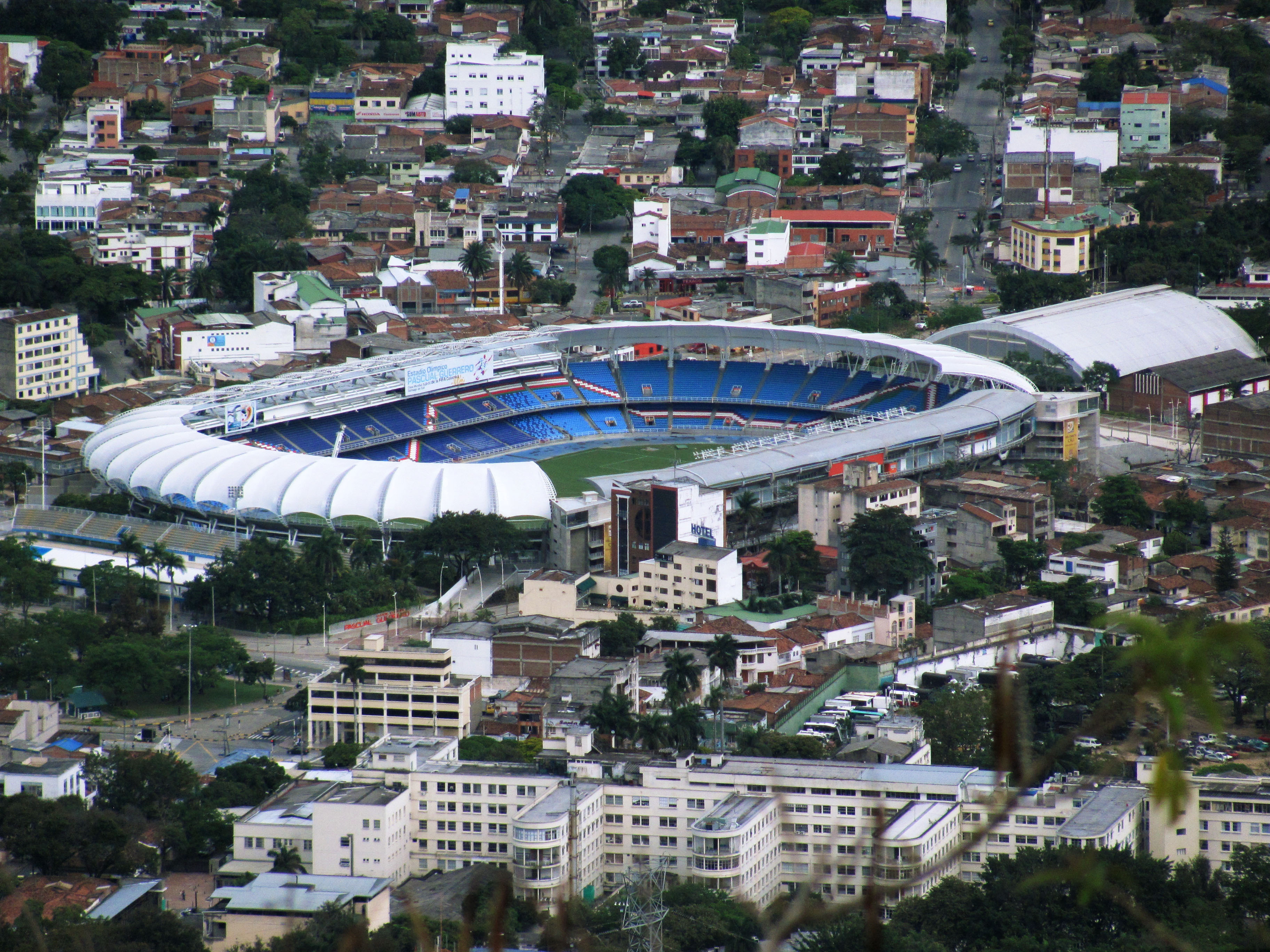
Vue du stade olympique Pascual-Guerrero.

Santiago de Cali possède deux clubs de football : le Deportivo Cali et l'América de Cali. Beaucoup de footballeurs célèbres sont nés à Cali ou ont joué dans l'un des clubs de la ville comme Willington Ortiz, Carlos Valderrama, Antony de Ávila, Alex Escobar, Julio César Falcioni, Jorge da Silva, Jorge Bermúdez, Giovanni Hernández, Hugo Rodallega, Mario Yepes, Faryd Mondragón, Adolfo Valencia, ou encore Óscar Córdoba.
L'América de Cali et le Deportivo Cali évoluent en 1re division nationale. En 1996, l'América a été classé deuxième meilleur club au monde par l'IFFHS (International Federation of Football History & Statistics).
L'América a remporté 15 titres et a échoué en finale 7 fois. Le Deportivo Cali a gagné 10 titres et a été 14 fois finaliste. Les deux clubs se sont affrontés 3 fois en finale.
Cali a accueilli au total 40 matches de finales de première division et la Coupe du monde de football des moins de 20 ans 2011.

### Basket-ball
Bien qu'il n'y ait pas d'équipe officielle de basket-ball à Cali, ce sport reste le deuxième sport le plus joué dans la ville. Il est plus apprécié au centre-ville et notamment dans le quartier La Carrera del Cholado.

### Tauromachie
La tauromachie est pratiquée lors de la Feria de Cali, qui se tient en décembre sur l'arène La Plaza de Toros de Cañaveralejo située au sud-ouest de la ville,,. La danse principale de la fête est la salsa.

## Relations internationales

### Jumelages
La ville de Cali est jumelée avec :
- Stockholm (Suède) ;
- Palos de la Frontera (Espagne)[56] ;
- Prague (Tchéquie) ;
- Orlando (Floride) (États-Unis) ;
- New York (États-Unis) ;
- Miami (États-Unis)[57] ;
- Amsterdam (Pays-Bas) ;
- Athènes (Grèce) ;
- Montréal (Canada) ;
- Vancouver (Canada) ;
- Monte-Carlo (Monaco) ;
- Medellín (Colombie) ;
- Brighton (Royaume-Uni) ;
- Caracas (Venezuela) ;
- Quito (Équateur) ;
- Guayaquil (Équateur) ;
- Guadalajara (Mexique) ;
- Monterrey (Mexique) ;
- Rio de Janeiro (Brésil) ;
- Manille (Philippines) ;
- Florence (Italie).

## Surnoms
La ville de Santiago de Cali est parfois surnommée par les Colombiens :
- (es) Capital Mundial de la Salsa (Capitale mondiale de la Salsa)
- (es) La sucursal del cielo (la succursale du ciel)
- (es) La Sultana del Valle (la reine de la Vallée)
- (en) Cali Beach (Cali-Plage)
- (en) Caliwood, dérivé de Hollywood et signifiant littéralement le bois de Cali.